# Алкогольная политика Нью-Джерси

Местоположение штата Нью-Джерси на территории США

Законодательство штата США Нью-Джерси, регулирующее алкогольные напитки, уникально; оно является одним из самых сложных в США, причём содержит множество особенностей, не встречающихся в законодательстве других штатов. Оно предусматривает 29 различных лицензий на оборот алкоголя, вручаемых производителям, оптовым и розничным торговцам, а также на складское хранение и перевозку алкогольных напитков. Общие полномочия на имеющие законную силу меры контроля и нормативное регулирование алкогольных напитков принадлежат правительству штата, особенно отделу регулирования алкогольных напитков Нью-Джерси, курируемому генеральным прокурором Нью-Джерси.
При автономии муниципалитетов в рамках штата законодательство Нью-Джерси предоставляет муниципалитетам значительную свободу действий при принятии муниципальных постановлений о регулировании продажи и употребления алкогольных напитков в их границах. Число доступных лицензий на розничную торговлю алкоголем определяется численностью населения муниципалитета и может быть дополнительно ограничено администрацией города. В результате доступность алкоголя и нормы его регулирования в разных городах значительно различаются. Небольшой процент муниципальных образований штата являются «сухими городами», не разрешающими продажу алкогольных напитков, и не выдающими барам и ресторанам лицензии на розничную продажу алкоголя клиентам. Другие города разрешают продажу алкоголя круглосуточно. Лицензии на розничную продажу, как правило, получить трудно, и их использование подвержено чрезмерным ценам и жёсткой конкуренции.
В дополнение к предоставлению местным властям широких возможностей в сфере продажи алкоголя, законодательство Нью-Джерси имеет некоторые другие необычные особенности. Корпорации имеют право на две лицензии на розничную продажу, что лишает сети магазинов возможности продавать алкогольные напитки; это ограничение в сочетании с муниципальными постановлениями серьёзно ограничивает возможность сетей супермаркетов и бакалей продавать пиво по сравнению с этой возможностью в других штатах. Законодательство штата трактует вождение в состоянии алкогольного опьянения как нарушение правил дорожного движения, а не преступление, и разрешает муниципалитетам определять область действия законов о потреблении алкоголя лицами, не достигшими минимального возраста его потребления.
История таверн и производства алкоголя в Нью-Джерси ведёт начало с раннего колониального периода местности. Колониальные виноделы получили признание британского Королевского общества искусств благодаря тому, что производили высококачественные вина, а у владельца одного из местных ликёро-водочных заводов Джордж Вашингтон попросил рецепт «сидровых напитков». На протяжении XIX и начале XX веков алкогольная промышленность развивалась с наплывом иммигрантов из Европы, особенно немцев и итальянцев, которые представляли немалого размера рынок спиртных напитков и принесли с собой виноделие, пивоварение и приёмы перегонки Старого Света. С подъёмом обществ трезвости, кульминацией которого стал «сухой закон» (1919—1933 годы), алкогольная промышленность Нью-Джерси понесла ущерб; многие пивоварни, винодельни и ликёро-водочные заводы закрылись или переехали в другие штаты. Наследие сухого закона ограничивало восстановление алкогольной промышленности и мешало ему, пока законодательное собрание штата не начало ослаблять ограничения и отменять правовые нормы эры «сухого закона», начиная с 1981 года. Алкогольная промышленность Нью-Джерси переживает возрождение, и недавно принятые законы дают винодельням и пивоварням штата новые возможности.

## Регулирование и контрольные органы

### Законы штата и их применение
За исполнением законов и норм Нью-Джерси, касающихся алкоголя, следит Отдел регулирования алкогольных напитков (англ. New Jersey Division of Alcoholic Beverage Control) (сокр. англ. ABC) Департамента права и общественной безопасности штата, управляемого генеральным прокурором Нью-Джерси. Нынешним директором Отдела является Майк Хафэкэ. Законы штата и муниципальные постановления, включая те, которые регулируют алкогольные напитки, применяются во всех территориальных водах штата, которые включают в себя внутренние реки, озёра, заливы и воды прилива на расстоянии до трёх морских миль от береговой линии Нью-Джерси.
Начиная с 1738 года, города Нью-Джерси начали выдавать трактирщикам лицензии на оборот спиртного. До федерального сухого закона (1919), несмотря на большое количество законов штата об алкоголе, регулирование спиртных напитков в Нью-Джерси осуществлялось почти исключительно на местном уровне с большими различиями между муниципалитетами. В 1933 году после отмены сухого закона штатам снова было разрешено самим регулировать алкогольные напитки. Сразу после окончания действия «сухого закона» в 1933 году законодательное собрание штата приняло Закон о регулировании алкогольных напитков (англ. Alcoholic Beverage Control Law), который учредил Отдел регулирования алкогольных напитков и наделил его директора нормотворческими правомочиями. Данный закон также учредил трёхуровневую систему распространения алкоголя, в силу чего, с небольшими исключениями, производители алкоголя могут продавать его только оптовым торговцам, которые могут перепродавать его только розничным торговцам, которые, в свою очередь, могут продавать этот алкоголь только потребителям.
Законы и нормы Нью-Джерси, регулирующие алкоголь, кодифицированы в 33 главе Сборника законов Нью-Джерси и во 2 разделе 13 главы Административного кодекса Нью-Джерси соответственно. После принятия действующей конституции штата в 1947 году и объединения некоторых департаментов отдел регулирования был включён в состав Департамента права и общественной безопасности при генеральном прокуроре штата. Законы штата определяют понятие «алкогольный напиток» так: 

Любая жидкость или твёрдое тело, способное превратиться в жидкость, пригодная для употребления в пищу человеком и имеющая содержание алкоголя более половины одного процента (½ от 1 %) по объёму, включая спирт, пиво, лагер, эль, портер, вино натурального брожения, лечебное вино, купажированное вино, креплёное вино, игристое вино, крепкие спиртные напитки, купажированные крепкие спиртные напитки и любые сваренные и настоянные, сброженные или крепкие спиртные напитки, пригодные для распития, или любая смесь, обладающая теми же свойствами и фруктовые соки.
Оригинальный текст (англ.)"any fluid or solid capable of being converted into a fluid, suitable for human consumption, and having an alcohol content of more than one-half of one per centum (1/2 of 1%) by volume, including alcohol, beer, lager beer, ale, porter, naturally fermented wine, treated wine, blended wine, fortified wine, sparkling wine, distilled liquors, blended distilled liquors and any brewed, fermented or distilled liquors fit for use for beverage purposes or any mixture of the same, and fruit juices

### Муниципальное регулирование

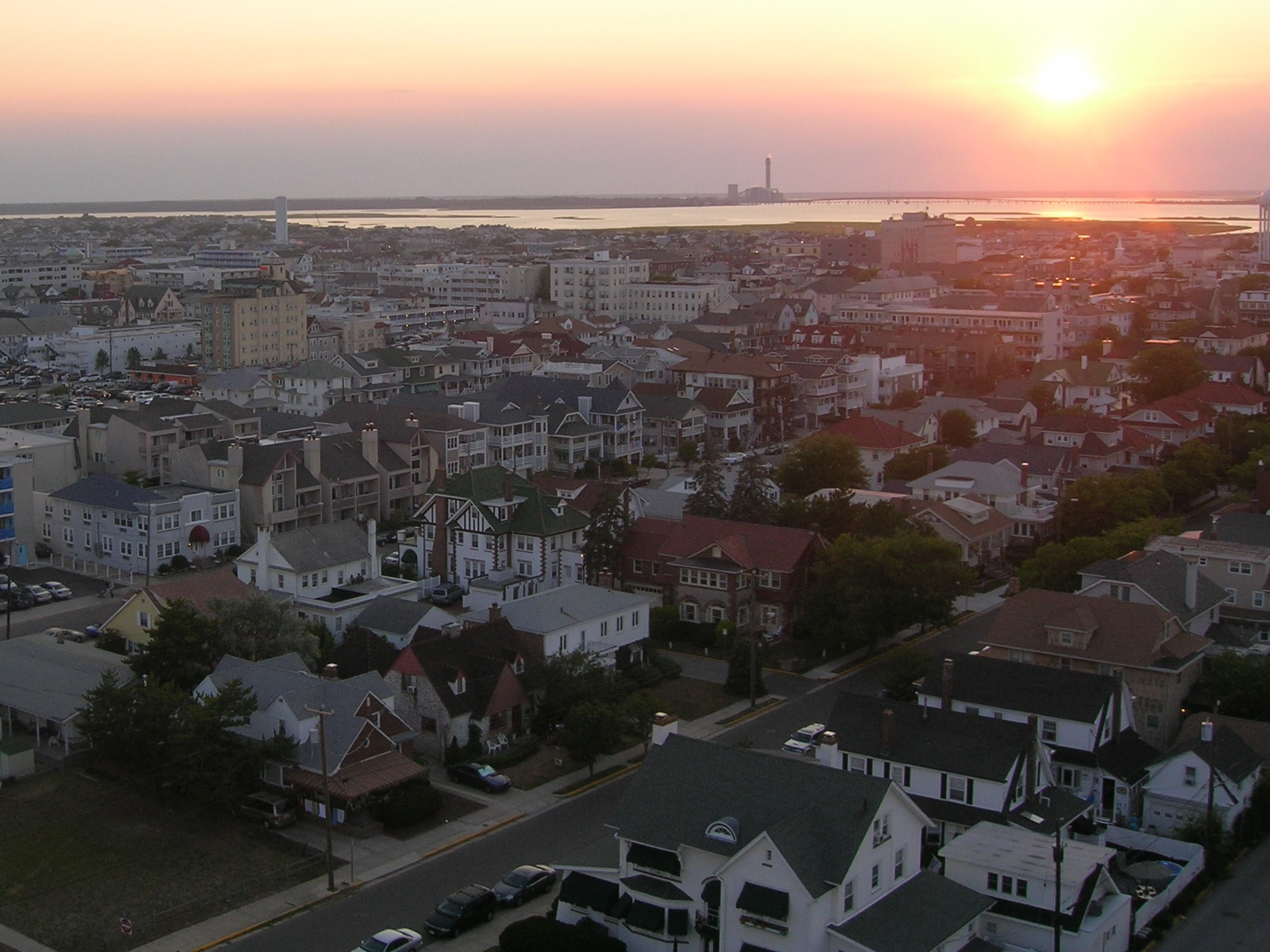
Ошен-Сити был основан в 1879 году как «сухой» город, и никогда не выпускал лицензий на оборот алкогольных напитков, запрещает продажу спиртного и запрещает гражданам посещать рестораны со своим спиртным.

Нью-Джерси имеет сильную традицию муниципальной автономии. Таким образом, местные муниципалитеты имеют значительные полномочия по лицензированию и регулированию предприятий, связанных с алкоголем. Эти полномочия включают в себя:
- ограничение числа лицензий на розничную продажу спиртных напитков (лицензии класса C; англ. Class C licenses);
- ограничение часов розничной продажи алкоголя;
- запрет розничной продажи алкогольных напитков в воскресенье;
- контроль за поведением любого предприятия розничной торговли, имеющего лицензию на продажу спиртного;
- регулирование типа и состояния лицензированного помещения;
- установление предела в одну лицензию на розничную продажу спиртного для лиц, ведущих дела в муниципалитете (кроме занимающих определённые должности) и ограничение действия лицензии конкретным лицензированным помещением;
- разрешение муниципалитетам с населением более 15 тысяч людей назначать муниципальный орган регулирования спиртных напитков из трёх лиц сроком на три года (первые 2 созыва на 1 и 2 года соответственно)[22].

Лицензии на розничную продажу алкоголя для его употребления или распространения выдаются пропорционально численности населения муниципалитета. Лицензии, разрешающие розничную продажу спиртных напитков для употребления на месте (то есть в барах и ресторанах) выдаются в соотношении «1 лицензия на 3000 жителей». Лицензии на продажу для употребления вне помещения доступны в соотношении «1 лицензия на 7500 жителей». Небольшие города с населением менее тысячи жителей могут выдавать как минимум по одной лицензии на продажу алкоголя для употребления вне помещения и ещё одной на продажу для употребления в помещении и вне его. При свободе регулирования, разрешаемой муниципалитетам, фактическое число лицензий, существующих в конкретном муниципалитете, может до некоторой степени зависеть от различных факторов, в том числе:
- были ли существующие в муниципалитете лицензии получены с помощью дедушкиной оговорки, предшествуя введению законодательных ограничений на число лицензий на розничную продажу алкоголя на каждый город,[25]
- было ли принято городом решение об сокращении числа лицензий;
- было ли принято муниципалитетом решение о введении сухого закона и запрете продажи алкогольных напитков в своих границах посредством постановления муниципальных властей или местного референдума.

Поскольку закон предоставляет муниципалитетам значительную свободу регулирования алкоголя, в 35 из 565 муниципалитетов штата в настоящее время действует сухой закон. В нескольких муниципалитетах, наоборот, благодаря «дедушкиной оговорке» в отношении лицензирования, пропорция лицензий значительно выше. Например, в курортном городе Вайлдвуд численность постоянного населения 5300 человек, но число действующих лицензий равно 61.

### Другие контрольные органы
Казино в Атлантик-Сити и федеральные анклавы (например, военные базы, национальные парки) не находятся в юрисдикции ни Отдела регулирования алкогольных напитков, ни его муниципальных эквивалентов. Отдел правопорядка в игорном деле Нью-Джерси и Комиссия Нью-Джерси по регулированию казино несут ответственность за регулирование алкогольных напитков в казино штата. Согласно 17 пункту 8 раздела 1 статьи Конституции США, федеральное правительство может «…осуществлять подобную власть в отношении всех земель, приобретённых с согласия законодательного собрания штата, в котором эти земли находятся, для возведения фортов, постройки складов, арсеналов, верфей и других потребных сооружений» (англ. "...exercise like authority over all places purchased by the consent of the legislature of the state in which the same shall be, for the erection of forts, magazines, arsenals, dockyards, and other needful buildings"). В то время как некоторые законы штата применимы к федеральным анклавам, решения судов исключили военные базы и другие федеральные земли из области действия законов штата и муниципальных постановлений об алкоголе.

## Лицензии и разрешения на оборот алкогольных напитков
См. также Лицензия на оборот алкогольных напитков
Законодательство Нью-Джерси предусматривает 29 различных лицензий на оборот алкоголя, разделённых на следующие пять классов: Класс A — для производителей, Класс B — для оптовых торговцев, Класс C — для розничных торговцев, Класс D — лицензии на перевозку, и Класс E — для складов общественного пользования. Законодательство штата разрешает Отделу регулирования алкогольных напитков создавать временные разрешения, «чтобы предусмотреть случаи, когда выпустить лицензию было бы подобающе и созвучно духу этой главы, но данный случай не был особо предусмотрен» (англ. "to provide for contingencies where it would be appropriate and consonant with the spirit of this chapter to issue a license, but the contingency has not been expressly provided for."). Особым разрешениям разрешено различаться в цене от 10 до 2000 долларов и их действие в отношении исходного помещения ограничено 25 днями в год,. За исключением сезонных лицензий и особых разрешений, лицензии Отдела регулирования алкогольных напитков выдаются на один год, начиная с 1 июля года выдачи и заканчивая 30 июня следующего года.

### Лицензии Класса А для производителей
| Тип лицензии                                                                        | Разрешённая деятельность | Плата за лицензию (долларов; 2013) |
| ----------------------------------------------------------------------------------- | --- | --- |
| Полная лицензия на пивоварение англ. Plenary Brewery License                        | - варить любые солодовые алкогольные напитки - продавать свои напитки оптовым торговцам и на фестивалях в штате - продавать и распространять свои напитки вне штата - содержать товарный склад | 10 625 |
| Слабо ограниченная лицензия на пивоварение англ. Limited Brewery License            | - варить любые солодовые алкогольные напитки (не более чем 300 000 (31-галлоновых бочек) в год - продавать свои напитки оптовым торговцам и на фестивалях в штате - продавать и распространять свои напитки вне штата - в рамках тура продавать пиво для употребления на месте - предлагать пробы пива посетителям - продавать до 15,5 галлонов пива (то есть 1 кег) для употребления вне помещения - продажа продуктов питания категорически запрещена - содержать товарный склад | 1,250 за не более чем 50 000 бочек 2500 за 50 000—100 000 бочек 5000 за 100 000—200 000 бочек 7500 за 200 000—300 000 бочек |
| Ограниченная лицензия на пивоварение англ. Restricted Brewery License               | - варить не более чем 10 000 бочек в год - только для обладателей Полной лицензии на розничную продажу для употребления, и столовой - ограничение в размере 10 на количество лицензий, которыми может владеть одно лицо - предлагать пробы пива на гражданских или благотворительных мероприятиях вне помещения - продавать на месте, оптовым торговцам и на фестивалях в штате | 1000 за первые 1000 бочек 625 за каждую следующую 1000 бочек. продавать оптовым торговцам: 1250 за не более чем 1000 бочек 250 за каждую следующую 1000 бочек |
| Полная лицензия на виноделие англ. Plenary Winery License                           | - 3 acres minimum required - производить любые сброженные вина, купировать, крепить или treat вина - продавать оптовым торговцам, прямо розничным торговцам, на винных фестивалях или церквям штата (для религиозных целей) - продавать и распространять вне штата - содержать товарный склад - предлагать пробы посетителям - продавать в розницу потребителям в помещениях виноделен - эксплуатировать 15 салонов продажи вне помещения - прямо поставлять на потребительский рынок в штате или за его пределам до 12 контейнеров | годовая плата 938 долларов 250 за каждый салон продажи вне помещения продавать розничным торговцам: 100 за производство до 50 000 галлонов в год 250 за 50 000—100 000 галлонов 500 за 100 000—150 000 галлонов 1000 за 150 000—250 000 галлонов                                       |
| Лицензия на ферму-винодельню англ. Farm Winery License                              | - 3 acres minimum required - производить до 50,000 галлонов вина в год - в первые 5 лет действия лицензии продукция должна содержать не менее 51 % винограда или фруктов, выросших в Нью-Джерси, а в последующие годы — 75 % соответственно - продавать оптовым торговцам, прямо розничным торговцам, на фестивалях или церквям (для религиозных целей) в штате - продавать и распространять вне штата - содержать товарный склад - предлагать пробы посетителям - продавать в розницу потребителям в помещениях винодельни - эксплуатировать 15 салонов продажи вне помещения - право прямой продажи розничным торговцам - прямо поставлять на потребительский рынок в штате или за его пределами до 12 контейнеров в год | 63 за менее чем 1000 галлонов в год 125 за 1000—2500 галлонов 250 за 2500-30 000 галлонов 375 за 30 000-50 000 галлонов плата 250 долларов за каждый салон продажи вне помещений плата 100 долларов за право продавать розничным торговцам                                             |
| Лицензия на купаж вина англ. Wine Blending License                                  | - купировать, treat, смешивать или разливать по бутылкам вино - продавать оптовым торговцам в штате - продавать и распространять вне штата - содержать товарный склад | 625 |
| Лицензия на учебный центр виноделия англ. Instructional Winemaking Facility License | - обучать потребителей виноделию с возможностью их прямого участия в виноделии - содержать товарный склад | 1000 |
| Лицензия на винодельню вне штата англ. Out-of-State Winery License                  | - требуется действующая лицензия на винодельню в другом штате США - требуется, чтобы винодельня производила не более чем 250 000 галлонов в год - право на продажу и распространение в Нью-Джерси - эксплуатировать до 16 салонов продажи вне помещений - право поставлять на потребительский рынок в штате или за его пределами до 12 контейнеров в год - право прямой продажи розничным торговцам Нью-Джерси | годовая плата 938 долларов 250 долларов за каждый салон продажи вне помещений продажа розничным торговцам: 100 долларов за продажу до 50 000 галлонов в год 250 долларов за 50 000—100 000 галлонов 500 долларов за 100 000—150 000 галлонов 1000 долларов за 150 000—250 000 галлонов |
| Лицензия на ликёро-водочный завод англ. Plenary Distillery License                  | - производить любые алкогольные напитки, полученные путём перегонки - очищать перегонкой, купировать, treat или смешивать алкогольные напитки, полученные путём перегонки - продавать оптовым торговцам в штате - продавать и распространять вне штата - содержать товарный склад | 12 500 |
| Ограниченная лицензия на ликёро-водочный завод англ. Limited Distillery License     | - производить алкогольные напитки из фруктовых соков - купировать, treat, смешивать, соединять с вином и добавлять подсластители и ароматы при производстве ликёров - продавать оптовым торговцам в штате - продавать и распространять вне штата - содержать товарный склад | 3750 |
| Limited Supply Distillery License                                                   | - to bottle and rebottle alcoholic beverages distilled from fruit juices - продавать оптовым торговцам в штате - продавать и распространять вне штата - содержать товарный склад | 313 в год за не более чем 5000 галлонов 625 в год за 5 000-10 000 галлонов 1250 без ограничения по объёму. |
| Лицензия на перегонный куб и купажёр англ. Rectifier and Blender License            | - очищать перегонкой, купировать, treat и смешивать алкогольные напитки, полученные путём перегонки - повышать крепость, купажировать и treat сброженные алкогольные напитки - продавать оптовым торговцам в штате - продавать и распространять вне штата - содержать товарный склад | 7 500 |
| Bonded Warehouse Bottling License                                                   | - содержать таможенный склад в соответствии с налоговым кодексом США | 625 |

### Лицензии Класса B для оптовых торговцев
| Тип лицензии                                                                        | Разрешённая деятельность | Плата за лицензию (долларов; 2013) |
| ----------------------------------------------------------------------------------- | --- | ---------------------------------- |
| Полная лицензия на оптовую торговлю англ. Plenary Wholesale License                 | - продавать и распространять алкогольные напитки среди розничных и оптовых торговцев в штате - продавать и распространять вне штата - содержать товарный склад и салон продажи | 8,750                              |
| Ограниченная лицензия на оптовую торговлю англ. Limited Wholesale License           | - продавать и распространять среди оптовых и розничных торговцев в штате сваренные и настоянные солодовые алкогольные напитки и вина натурального брожения - продавать и распространять вне штата - содержать товарный склад и салон продажи | 1,875                              |
| Лицензия на оптовую продажу вина англ. Wine Wholesale License                       | - продавать и распространять среди оптовых и розничных торговцев в штате любые натурально сброженные, treated, купажные, креплёные и игристые вина - продавать и распространять вне штата - содержать товарный склад и салон продажи | 3,750                              |
| Лицензия распространителя напитков штата англ. State Beverage Distributor's License | - распространять и продавать розничным торговцам или прямо потребителям неохлаждённые, сваренные и настоянные солодовые алкогольные напитки только в исходной таре объёмом не менее 144 жидких унций (4258,08 см³) - распространять или продавать розничным торговцам или прямо потребителям охлаждённые разливные солодовые алкогольные напитки в кегах, бочках либо иной подобной таре объёмом не менее 1 галлона (3,78 л) - продавать и распространять вне штата - содержать товарный склад и салон продажи - в штате могут быть выданы не более 72 таких лицензий | 1,031                              |

### Лицензии Класса C для розничных торговцев
| Типа лицензии | Разрешённая деятельность | Плата за лицензию (долларов; 2013) |
| --- | --- | --- |
| Полная лицензия на розничную продажу для употребления англ. Plenary Retail Consumption License | - продавать алкогольные напитки в открытой таре и продавать фасованные товары на ограниченной основе - фасованные товары могут быть выставлены для продажи только по периметру стен заведения или за стойкой бара - помещения лицензиата не могут служить как бакалея, гастрономический или аптекарский магазин или торговое предприятие - разрешено проводить дегустации и дегустационные ужины - лицензиат может получить не более чем две ограниченных лицензии на пивоварение - можно продавать на мероприятиях вне помещений в открытой таре с разрешением на обслуживание (до 25 раз в год) - число лицензий на один муниципалитет ограничено | цена, устанавливаемая муниципалитетами: 250—2500 100 в день за разрешение на обслуживание |
| Полная лицензия на розничную продажу для употребления с широким пакетом привилегий (расширенная лицензия C) англ. Plenary Retail Consumption License with Broad Package Privilege (Broad C License) | - те же права и ограничения, что и у лицензиатов Полной лицензии без широкого пакета привилегий, за исключением того, что продажа фасованных товаров не ограничена - лицензия больше не выдаётся, но имеющиеся можно обновить или передать - число лицензий на один муниципалитет ограничено | цена, устанавливаемая муниципалитетами: 250—2500 100 в день за разрешение на обслуживание |
| Лицензия для гостиниц/мотелей англ. Hotel/Motel License | - для гостиниц или мотелей, вмещающих не менее 100 спальных комнат - те же права и ограничения, что и у лицензиатов Полной лицензии на розничную продажу для употребления - число лицензий на один муниципалитет не ограничено | цена, устанавливаемая муниципалитетами: 250—2500 100 в день за разрешение на обслуживание |
| Полная лицензия на розничную продажу для употребления (исключение для театров) англ. Plenary Retail Consumption License (Theater Exception)                                                         | - для некоммерческих музыкальных или театрализованных представлений - количество сидячих мест у лицензиата должно быть не менее 1000 - спиртное должно продаваться в открытой таре - потребители могут употреблять алкогольные напитки лицензиата только во время представления и в течение 2 часов до и после него - число лицензий на один муниципалитет не ограничено | цена, устанавливаемая муниципалитетами: 250—2500 |
| Сезонная лицензия на розничную продажу для употребления англ. Seasonal Retail Consumption License                                                                                                   | - продавать алкогольные напитки с 1 мая по 14 ноября либо с 15 ноября по 30 апреля - те же права и ограничения, что и у лицензиатов Полной лицензии на розничную продажу для употребления, но действующие в течение 6 месяцев - число лицензий на один муниципалитет ограничено | цена, устанавливаемая муниципалитетами: 75 % цены полной лицензии на розничную продажу для употребления 100 в день за разрешение на обслуживание |
| Полная лицензия на розничное распространение англ. Plenary Retail Distribution License | - продавать алкогольные напитки в запечатанной таре для употребления вне помещений лицензиата - разрешено проводить дегустации - число лицензий на один муниципалитет ограничено | цена, устанавливаемая муниципалитетами: 125-2 500 |
| Ограниченная лицензия на розничное распространение англ. Limited Retail Distribution License | - продавать любые неохлаждённые, сваренные и настоянные солодовые алкогольные напитки в запечатанной таре для употребления вне помещений лицензиата - лицензия предназначена для использования бакалеями, мясными и гастрономическими магазинами - лицензия больше не выдаётся, но имеющиеся можно обновить или передать - число лицензий на один муниципалитет не ограничено | цена, устанавливаемая муниципалитетами: 31-63 |
| Полная лицензия на розничную продажу на транспорте англ. Plenary Retail Transit License | - продавать любой алкогольный напиток только для употребления на поездах, лимузинах и кораблях во время пути - число лицензий на один муниципалитет не ограничено | 375 за продажу в поездах или на воздушном транспорте 31 за продажу for vehicle for limousines 63 за продажу на кораблях до 65 футов (19,812 м) в длину 125 за продажу на кораблях от 65 до 110 футов (от 19,812 до 33,528 м) в длину 375 для продажи на кораблях более чем 110 футов в длину |
| Лицензия для клубов англ. Club License | - выдаётся только некоммерческим организациям - группа должна состоять из не менее 60 членов с правом голоса и владеть клубным помещением не менее 3 лет или быть отделением организации федерального уровня или уровня штата - лицензия предназначена только для продажи алкогольных напитков действительным членам клуба и их гостям для употребления в помещениях лицензиата - запрещается продавать фасованные товары - запрещено продавать спиртное группам, арендующим помещения лицензиата - число лицензий на один муниципалитет не ограничено                                                                                              | цена, устанавливаемая муниципалитетами: 63-188 |

### Лицензии Класса D на перевозку
| Тип лицензии                                       | Разрешённая деятельность                                                                               | Плата за лицензию (долларов; 2013) |
| -------------------------------------------------- | --- | ---------------------------------- |
| Лицензия на перевозку англ. Transportation License | - перевозить алкогольные напитки в, из, через и в пределах штата Нью-Джерси - содержать товарный склад | 625                                |

### Лицензии Класса E
| Тип лицензии                                                               | Разрешённая деятельность | Плата за лицензию (долларов; 2013) |
| -------------------------------------------------------------------------- | --- | ---------------------------------- |
| Лицензия на склад общественного пользования англ. Public Warehouse License | - получать, помещать и хранить алкогольные напитки на лицензированном складе общественного пользования - не разрешается любая перевозка вышеуказанных напитков | 500                                |
| Лицензия посредника англ. Broker's License                                 | - действовать в качестве посредника (за плату или комиссионное вознаграждение) в приобретении и реализации алкогольных напитков от имени производителей и оптовых торговцев внутри штата или за его пределами - нет права хранить на складе или приобретать алкогольные напитки от своего имени - нет права продавать оптовым или розничным торговцам внутри штата | 500                                |

### Особые разрешения
| Тип лицензии                                                                   | Разрешённая деятельность | Плата за лицензию (долларов; 2013)                                                                                     |
| ------------------------------------------------------------------------------ | --- | --- |
| Разрешение для организаций по социальной работе англ. Social Affair Permit     | - только для мероприятий, организуемых некоммерческие организации - алкогольные напитки должны продаваться в открытой таре - разрешено проводить дегустации и дегустационные ужины - ограничение в размере 12 однодневных разрешений в год на организацию - ограничение в размере 25 однодневных разрешений в год на помещение - должно иметь одобрение начальника муниципальной полиции и секретаря муниципального органа регулирования алкогольных напитков | 100 в день для гражданских, религиозных и образовательных организаций 150 в день для прочих некоммерческих организаций |
| Особое разрешение для гольф-комплекса англ. Special Permit for a Golf Facility | - предназначено для гольф-площадок, не являющихся ни загородными клубами, ни собственностью государства - поле для гольфа должно иметь не менее 18 лунок и площадь не менее чем 5000 linear yards (т. е. не может являться полигоном для тренировки или полем для мини-гольфа) - алкогольные напитки должны продаваться в открытой таре - алкоголь может подаваться только во время связанных с гольфом событий                                               | 2000 |
| Особое разрешение для концессионера англ. Special Concessionaire Permit        | - разрешает продажу алкогольных напитков в зданиях, принадлежащих штата, округу или муниципалитету - продаваемые держателем разрешения спиртные напитки должны употребляться в здании покупки - разрешено проводить дегустации и дегустационные ужины - можно продавать алкоголь на проводимых вне помещений владельца разрешения мероприятиях при наличии Особого разрешения на мероприятия (англ. Special Event Permit, до 25 раз в год)                    | 2000 100 в день за Особое разрешение на мероприятия                                                                    |

## Муниципальные вопросы

### Доступность лицензий на розничную продажу алкоголя

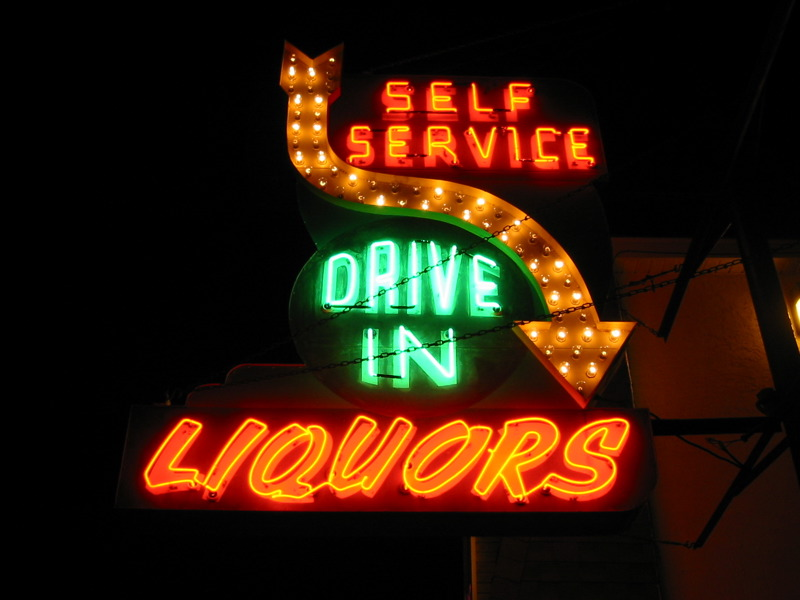
Светящийся знак винного магазина в Уайлдвуде, где есть более 60 действующих лицензий на оборот спиртного.

Число лицензий Класса C для баров, ресторанов и магазинов винной и ликёро-водочной продукции ограничено численностью населения муниципалитетов, а часто — и постановлениями муниципальных властей. Лицензии обычно приобретаются у существующих лицензиатов, которые решают их продать или когда предлагаются новые лицензии по мере роста населения города. В результате цена лицензии на розничную торговлю часто непомерно дорога. Продажа новой лицензии обычно осуществляется через публичные торги. Жёсткая конкуренция на торгах может принести городу пользу, производя по несколько сотен тысяч долларов дохода от участника, предложившего наивысшую цену. Лицензионные торги 2006 года в Черри-Хилле установили рекорд штата в 1,5 млн долларов.
Супермаркеты, бакалеи и автозаправочные станции в Нью-Джерси редко продают алкогольные напитки, поскольку законодательство штата запрещает любому физическому или юридическому лицу владеть более чем двумя лицензиями на розничную торговлю спиртным. В то время как число лицензий для баров, ресторанов и магазинов винной и ликёро-водочной продукции ограничено, числу других лицензий на розничную торговлю правового предела нет. Лицензии Класса C могут выдаваться без ограничений лицам, осуществляющим перевозки на общественном транспорте (например, на лимузинах и кораблях), частным клубам с членством не менее чем в 60 человек гостиницам не менее чем со 100 комнатами и театрам не менее чем с 1000 мест.
Существуют особые разрешения для того, чтобы допустить продажу спиртных напитков на полях для гольфа, государственных объектах и социальных мероприятиях, организуемых некоммерческими организациями (например, церковные карнавалы). В Нью-Джерси ресторан без лицензии на оборот алкоголя может продавать вино, став внешним пунктом розничной торговли винодельни. С начала 1990-х выдвигалось небольшое количество неудачных предложений создать особую лицензию для ресторанов, разрешающую заведениям общественного питания продавать пиво и вино. Эти предложения встретили решительное сопротивление со стороны действующих держателей лицензий на розничную торговлю спиртным, которые считают, что это снизит их доход и, соответственно, ценность их лицензии.

### «Сухие» города
Некоторые муниципалитеты, особенно в южном Джерси, являются «сухими» городами, где по закону нельзя подавать или продавать алкоголь. Причина сухого закона в некоторых из них в том, что они были основаны квакерами, методистами или другими протестантскими религиозными общинами. Например, приморский курортный город Ошен-Сити является «сухим» с момента своего основания в 1879 году четырьмя священнослужителями-методистами. В последние годы некоторые муниципалитеты задались вопросом, стоит ли им сохранять сухой закон. «Сухие» города часто проводят референдумы по вопросу, стоит ли им оставаться «сухими» либо разрешить продажу алкоголя для того, чтобы привлечь новые предприятия и увеличить доход от налога на имущество.
В «сухих» городах Нью-Джерси не могут быть запрещены хранение, употребление или перевозка алкоголя, но власти этих городов имеют право разрешать или запрещать посещение со своим спиртным рестораны и выдачу Разрешений для организаций по социальной работе (англ. Social Affair Permits) некоммерческим организациям. В 2012 году жители города Ошен-Сити отклонили на референдуме предложение о разрешении клиентам ресторанов приносить своё вино или пиво в учреждения, не имеющие лицензии на оборот алкоголя. В городе с сухим законом может быть винодельня или пивоварня, предлагающая посетителям пробы, поскольку лицензии на производство алкоголя в Нью-Джерси выдаются штатом, а муниципалитетами не регулируются. На 2013 год в Нью-Джерси существуют 35 муниципалитетов с сухим законом по сравнению с 44 в 2002 году.

### Часы работы и другие лицензионные нормы

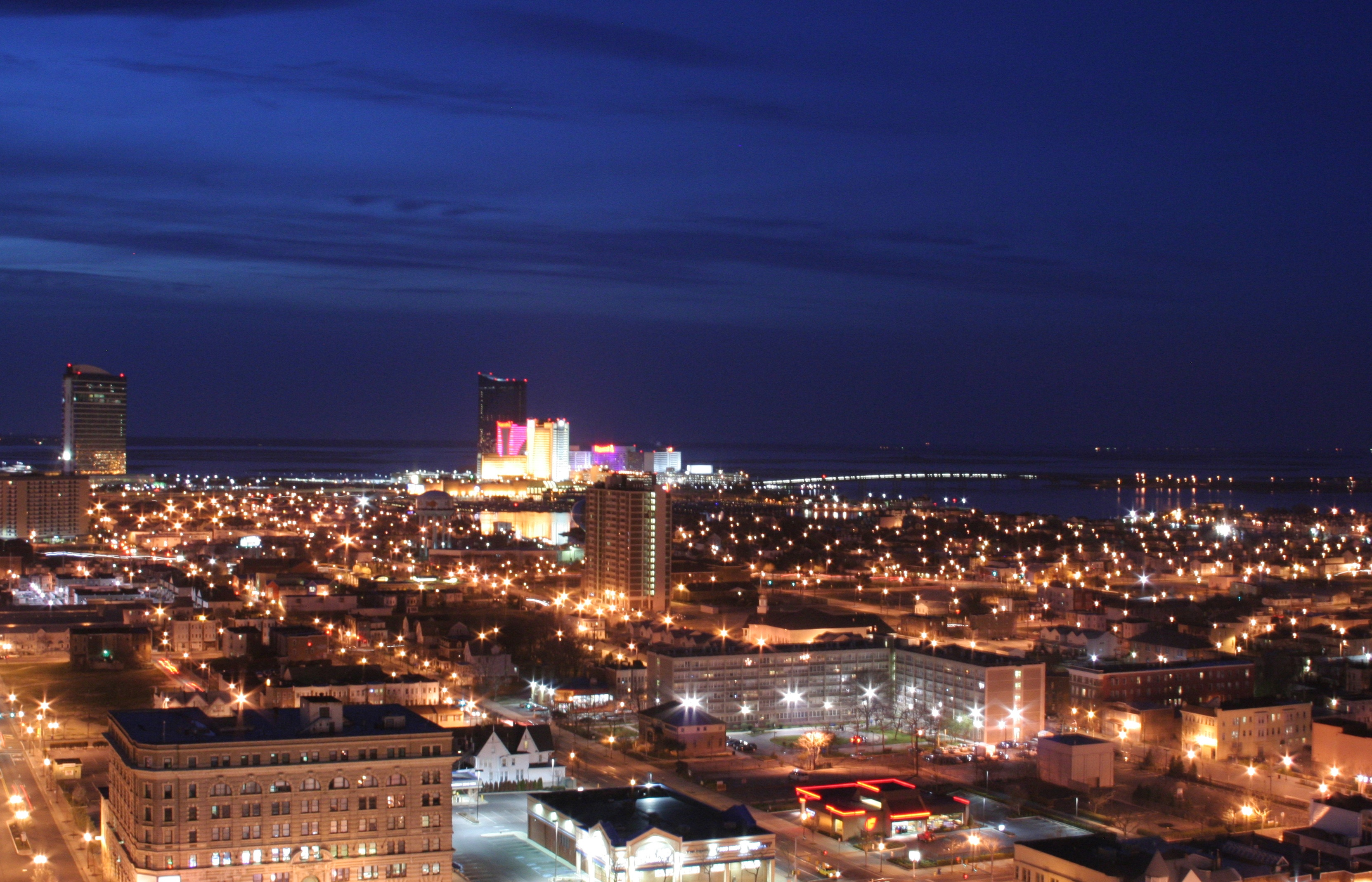
Атлантик-Сити — один из немногих муниципалитетов Нью-Джерси, где разрешена круглосуточная продажа алкоголя.

Часы продажи алкоголя для употребления внутри помещений продавца регулируются местными постановлениями и время закрытия в разных городах различается. В Атлантик-Сити нет времени закрытия, и там можно покупать алкоголь в казино и барах круглые сутки. За исключением Ньюарка и Джерси-Сити, закон запрещает продажу крепких спиртных напитков с фасованными товарами с 22:00 по 9:00. Это ограничение может быть усилено постановлениями муниципальных властей. Магазины винной и ликёро-водочной продукции имеют право продавать вино и пиво во все часы, в которые им разрешена продажа внутри помещения.
Лицензионные нормы для магазинов винной и ликёро-водочной продукции масштабны. Заведения, обладающие лицензией на оборот алкоголя, не имеют права устраивать стриптиз и прочие мероприятия с обнаженными людьми. Также противоправны продажа спиртных напитков ниже себестоимости, неограниченного объёма спиртного по ограниченной цене (кроме частных вечеринок и кануна Нового года), любая реклама, связанная с употреблением определённого объёма алкоголя, разрешение клиентам оставаться в помещении после времени закрытия либо продажа алкоголя через прилавок для водителей и пассажиров автомобилей. Барам и клубам запрещено проводить «женские вечера» или другие считающиеся дискриминационными ценовые политики. Сотрудникам полиции запрещено работать на предприятиях с лицензией на оборот спиртного в городе, где они устроены в полиции, а некоторые муниципалитеты требуют дактилоскопию всех сотрудников магазинов винной и ликёро-водочной продукции и баров.
Азартные игры и другие связанные с ней атрибуты, имеющие широкое определение в законодательстве Нью-Джерси о регулировании алкоголя как включающие «когти журавля», связанные с казино видеоигры, футбольный тотализатор и подарки для посетителей мероприятия, вручаемые по жребию, запрещены в учреждениях, имеющих лицензию на оборот спиртного независимо от того, приносят ли эти игры или их атрибуты какой-либо доход конкретно этим учреждениям. Единственное исключение — бары, имеющие лицензию от штата на продажу лотерейных билетов или внеипподромный тотализатор. Также разрешены благотворительные бинго и лотереи. Карточные игры, дартс, бильярд и другие игры разрешены при условии отсутствия обмена деньгами и призов.
Нормы регулирования алкоголя разрешают владельцу или сотруднику бара давать бесплатные напитки без рекламы. Торговым предприятиям разрешено выдавать по одному бесплатному или подарочному купону каждый день каждому посетителю. Гостиницы и мотели, имеющие лицензию на оборот алкоголя, имеют право давать гостям бутылки вина в подарок в особых случаях. Учреждениям, имеющим лицензию на оборот алкоголя, разрешено вводить дресс-код, входную плату и возрастные ограничения. Магазинам винной и ликёро-водочной продукции разрешено проводить дегустации пива, вина и крепких спиртных напитков. Бары, рестораны, концессионеры штата (например, PNC Bank Arts Center) и некоммерческие организации с особым разрешением имеют право проводить дегустации и дегустационные ужины, причём на последних максимальный размер пробы выше.

### BYOB (посещение мероприятий со своим спиртным)
Поскольку некоторые рестораны не могут или предпочитают не получать лицензию на розничную торговлю алкоголя, практика посещения ресторанов со своим спиртным (англ. bring your own beer) распространена в торговых предприятиях штата. Клиенты имеют право приносить своё вино или пиво в ресторан, не имеющий лицензии на торговлю алкоголем, поскольку муниципальных запретов на это нет. По закону ресторан, разрешающий посещение со своим спиртным, не может разрешать употребление крепких или смешанных напитков, употребление пива или вина лицами младше 21 года, уже заметно пьяными лицами, либо в часы, когда продажа спиртного запрещена лицензионными нормами муниципалитета (то есть после времени закрытия). Учреждениям, позволяющим приходить со своим алкоголем, не разрешено иметь плату за вход или за употребление принесенного алкоголя либо рекламировать эту возможность принесения клиентами вина или пива. Ресторан или другое заведение, имеющее лицензию на розничную торговлю алкоголя, имеет право разрешать потребителям приносить своё вино или пиво, хотя многие такого разрешения не дают.
Законодательство Нью-Джерси запрещает стриптиз-клубам и "сексуально ориентированным предприятиям, где регулярно проводятся стриптиз и эротические танцы, предлагать и полную наготу и продажу алкоголя. Заведения, владеющие лицензией на розничную продажу алкоголя и использующие её, могут предлагать только услуги с частичной наготой, такие как танцы гоу-гоу (обычно в бикини или женском нижнем белье). Клубы, не имеющие лицензии на продажу алкоголя, обходят ограничение путём введения правила "посещение со своим спиртным и работы в качестве «сокового бара». Эти бары имеют такое же оборудование, как и «полные» бары, но продают только безалкогольные напитки, такие как вода, фруктовые соки и сладкие газированные напитки. Такие бары могут играть двойную роль: service counter для хранения материалов BYOB и местом услуг по добавлению льда и смешиванию напитков, купленных покупателями. Последние решения судов постановили, что муниципалитеты, разрешающие посещение ресторанов со своим спиртным, должны позволять то же и стриптиз-клубам.

## Производство и распространение алкоголя
См. также список виноделен, пивоварен и ликёро-водочных заводов Нью-Джерси

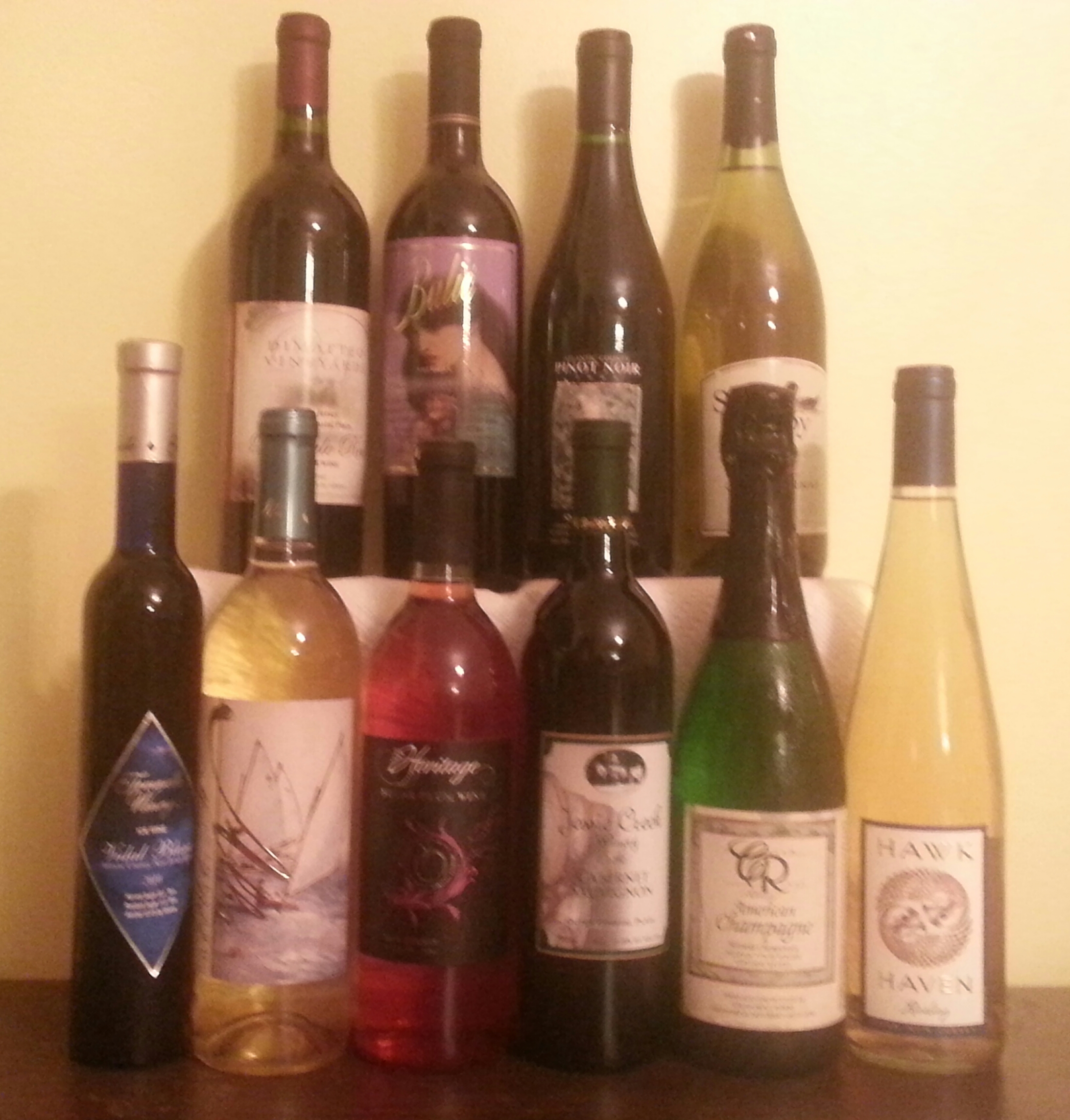
Ассортимент вин Нью-Джерси. 46 виноделен Нью-Джерси производят вино из более чем 80 сортов винограда и из более чем 25 фруктов.

В 1981 году Легислатура Нью-Джерси начало реформировать законодательство, регулирующее производство алкогольных напитков. После принятия в 1981 году закона о фермах-винодельнях Нью-Джерси, а в 1990-х годах — законов, предусматривающих лицензии для пивных баров и минипивоварен, эти две отрасли промышленности испытали значительный рост и число виноделен и пивоварен начало стабильный рост, продолжающийся по сей день. В феврале 2013 года власти штата выдали первую новую лицензию ликёро-водочного завода со времён Сухого закона, и были предложены реформы для упрощения создания craft distilleries в штате. В 2013 году в Нью-Джерси 46 виноделен, 26 пивоварен и 2 ликёро-водочных завода.

### Винодельни
См. также статью вино в Нью-Джерси
Виноделие берёт своё начало из колониального периода. В 1767 году два землевладельца, Эдвард Антилл и Уильям Александер, были признаны Королевским обществом искусств в Лондоне, которое потребовало колонистов британской Северной Америки выращивать vinifera grapes и производить «сорта вин, употребляемых в данное время в Великобритании». Вскоре после этого Антилл написал 80-страничный учебный очерк о виноградарстве и виноделии, который был издан в журнале «Transactions of the American Philosophical Society».
В то время как выращивание винограда и фруктовых деревьев способствовало процветанию винной промышленности в конце 19 и начале 20 веков, эффекты Сухого закона и наследие ограничительного законодательства после отмены первого разорили эту промышленность. В течение 50 лет в штате действовало ограничение в размере одной винодельни на каждый миллион жителей, что к 1980 году практически разрешало только 7 виноделен. Рост винной промышленности штата был поддержан Законом о фермах-винодельнях 1981 года (англ. New Jersey Farm Winery Act), который отменил много правовых норм эры Сухого закона и разрешил многим мелким виноградарям открывать новые винодельни.
По состоянию на 2013 год в Нью-Джерси работает 46 лицензированных виноделен, производящих вино из более чем 80 сортов винограда и свыше 25 фруктов. Многие винодельни реализуют свою продукцию на фестивалях, ежегодно проходящих по всему штату. В 2010 году 1,72 млн галлонов (приблизительно 716 000 ящиков) вина были произведены новыми винодельнями, что поставило штат на 7 место по производству вина. Значительная часть этого объёма — фруктовое невиноградное вино, в частности, яблочное, черничное, малиновое и клюквенное; оно сделано из фруктов, выращиваемых многими фермами штата. Годовой доход виноделен штата — 30-40 млн долларов. Законодательство Нью-Джерси трактует крепкий сидр как тип вина, поскольку он делается из сброженных фруктов. Хотя в данный момент в штате нет лицензированного производства крепкого сидра, его можно производить, имея полную лицензию на виноделие либо лицензию на ферму-винодельню, и несколько предприятий предприняли предварительные шаги по созданию сидровых фабрик.

### Пивоварни
См. также статью Пиво в Нью-Джерси

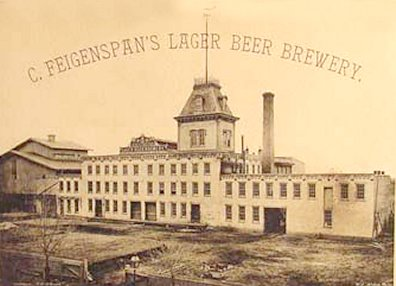
Пивоварня «C. Feigenspan» в Ньюарке, Нью-Джерси, 1890—1900 годы

Первая пивоварня Нью-Джерси была построена в новом голландском посёлке, на территории которого сейчас находится Хобокен, когда штат входил в состав колонии Новые Нидерланды. Вскоре она была разрушена отрядом делаваров в 1643 году во время войны губернатора Кифта (1643—1645). Большое количество немецких иммигрантов в Ньюарке и Джерси-Сити привело к образованию процветающей пивоваренной промышленности в 19 и начале 20 века. Пивоварение стало четвёртой по величине отраслью промышленности Ньюарка, причём среди ведущих семей промышленников города были семьи пивоваров Крюгеров, Хенслеров и Файгенспанов.
Позднее региональные (а ещё позднее — федеральные) бренды (среди них Ballantine, Rheingold и Pabst) эксплуатировали крупные пивоварни в Ньюарке и близлежащих городах. После появления обвинений в германской пропаганде и преследования американцев немецкого происхождения во время Первой мировой войны многие пивовары штата переместились в средний запад США. Сухой закон закрыл многие из оставшихся пивоварен штата. Например, из 27 пивоварен, существовавших в Ньюарке до Сухого закона, до наших дней не дожила ни одна. В 1970-х и 80-х годах по мере того, как промышленность преобразовывалась и укреплялась для федеральной конкуренции, крупные производители наподобие Ballantine (в 1960-х), Rheingold (1977), и Pabst (1985) закрылись.
В данный момент в штате находится всего одна пивоварня с большим объёмом производства — Anheuser-Busch в Ньюарке, открывшаяся в 1851 году и используемая для варки Budweiser и Rolling Rock. В Нью-Джерси минипивоварням выдаются слабо ограниченные лицензии на пивоварение, а пивным барам — ограниченные лицензии на пивоварение, что в последние годы позволило развиваться этой промышленности. В 1995 году Ship Inn Restaurant and Brewery в Милфорде стал первым пивным баром штата. С этого времени пивоваренная промышленность расширилась до 26 пивоварен, большинство которых являются минипивоварнями либо пивными барами. В 2010 году craft brewers штата произвели 32 000 бочек (992 000 галлонов) craft brew. В 2012 году Нью-Джерси либерализовал свои лицензионные нормы, позволив минипивоварням продавать пиво by the glass as part of a tour, а также до 15,5 галлонов (то есть 1 кег) для употребления вне помещений. Та же поправка позволила пивным барам варить до 10 000 бочек пива в год и продавать его оптовым торговцам и на фестивалях.

### Ликёро-водочные заводы
См. также крепкие спиртные напитки в Нью-Джерси
На данный момент в Нью-Джерси нет работающего оборудования по производству крепких спиртных напитков, хотя есть две лицензии на это и новые производители добиваются получения лицензии и одобрения контролирующих органов. Несколько будущих ликёро-водочников ссылаются на цену лицензии (12 500 долларов в год) и неясность лицензий более низкого уровня как на препятствия открытию новых предприятий в штате. Эти craft distillers оказывали давление на законодателей, предлагая внести поправки, открывающие дорогу для основания craft distilleries.
Штат обладает долгой историей производства крепкого спиртного, начинающейся с колониальной эры, когда крупные землевладельцы превращали излишки фруктов в бренди, сахар в ром и зерновые в виски. До недавнего времени в Нью-Джерси был только один лицензированный ликёро-водочный завод — Laird & Company в Скобейвилле (Colts Neck). Он был основан Робертом Лэрдом и является старейшим лицензированных ликёро-водочным заводом в США; лицензия № 1 была выдана министерством финансов в 1780 году. Джордж Вашингтон, будучи знакомымы с хозяином завода, однажды попросил у него его рецепт «сидровых напитков». К 1834 году в Нью-Джерси было 388 ликёро-водочных заводов.
Сегодня Laird является единственным оставшимся в США производителем яблочной водки. На данный момент компания не ведёт своё производство в Нью-Джерси. Она покупает все яблоки в долине Шенандоа в Виргинии и производит свою продукцию в том же штате. Компания прекратила производство в пределах Нью-Джерси в 1972 году и смешивает, подвергает старению и разливает по бутылкам свои напитки в Скобейвилле. В феврале 2013 года штат выдал лицензию Артезианскому ликёро-водочному заводу в Фейрфилде, округ Эссекс, который планирует начать производство рома в том же году. Другой ожидаемый производитель — Cooper River Distillers в Камдене находится на пути получения лицензии в недалёком будущем. Эти заводы будут первыми, которые откроются в штате после Сухого закона.

### Прямая доставка потребителям
См. также Законодательство о доставке вин в США
До 2004 года винодельням Нью-Джерси было разрешено прямо доставлять свою продукцию потребителям штата. Штат не разрешал производителям из других штатов доставлять свою продукцию жителям Нью-Джерси, а винодельням Нью-Джерси — доставлять покупателям из других штатов. В 2005 году Верховный суд США при рассмотрении дела, одна из сторон которого была из Мичигана, признал вышеуказанную практику неконституционной. Впоследствии законодательство нью-Джерси было отменено апелляционным судом 3 округа в 2010 году, поскольку данные ограничения были признаны нарушающими пункт Конституции о межштатовой коммерции.
17 января 2012 года губернатор Нью-Джерси Крис Кристи подписал закон, разрешивший винодельням прямо поставлять свою продукцию потребителям, а также открывать в штате до 15 внешних пунктов розничной торговли. Этот закон разрешил винодельням, производящим менее 250 000 галлонов вина в год, что включает все винодельни штата, доставлять до 12 ящиков вина в год любому лицу старше 21 года в Нью-Джерси либо другом штате, разрешающем доставку вина. Поскольку это запрещает 90 % вина, производимого в США, но не касается мелких виноделен Нью-Джерси, сторонники закона опасаются, что вышеуказанный его раздел будет отменён как неконституционный. Апелляционный суд первого округа США в 2008 году отменил подобное ограничение в Массачусетсе в свете решения Верховного Суда давностью в несколько лет, касающегося законодательства о прямой доставке.
Федеральное законодательство запрещает доставку алкогольных напитков по почте. В Нью-Джерси практически запрещена доставка пива и вина потребителям, поскольку для перевозки алкоголя требуется лицензия, но нет класса лицензии, дающего разрешение на доставку пива или крепких спиртных напитков. United Parcel Service (сокр. UPS) и Federal Express могут доставить вино на дом гражданам, но пиво или крепкое спиртное доставляют только лицензированным предприятиям. Магазины винной и ликёро-водочной продукции имеют право доставлять спиртные напитки на дом гражданам автомобилем либо фургоном, хотя они делают это редко. Регулирующие алкоголь нормы требуют предварительную оплату доставляемых алкогольных напитков, получение их лицом в возрасте не моложе 21 года и доставку в законное время работы лицензированного предприятия.

## Минимальный возраст употребления алкоголя

### Законодательство о потреблении алкоголя до достижения минимального возраста
См. также Минимальный возраст употребления алкоголя, Употребление алкоголя молодёжью США
В Нью-Джерси лицо, покупающее алкогольные напитки в заведении розничной торговли либо хранящее или употребляющее их в общественном месте (например, в парке или школе) или полуобщественном месте (например, ресторан или автомобиль) должно быть не младше 21 года. Для обладания лицензией на оборот спиртного либо работу, связанную с реализацией или подачей алкоголя (например, официант или кассир супермаркета) достаточно 18 лет. Законодательство штата запрещает лицам, не достигшим достаточного возраста, искажать его в предприятии, имеющем лицензию на оборот алкоголя.
Противоправны подача алкоголя лицам младше 21 года, вовлечение этих лиц в пьянство, сознательное разрешение употребления алкоголя этими лицами на территории собственности её владельцем или съёмщиком либо хранение алкогольных напитков на территории государственной школы без письменного разрешения школьного совета или директора школы. Законодательство штата делает исключение для религиозных служб и родителей либо опекунов старше 21 года, подающих алкоголь своим детям на частной территории (например, дома).
Нью-Джерси и остальные штаты США соблюдают требование федерального закона о минимальном возрасте употребления алкоголя, целью которого было установление федерального минимального возраста покупки и хранения в общественных местах в 21 год. Для принуждения штатов к соблюдению этого закона Конгресс связал отказ штата от введения минимального возраста в 21 год со штрафным снижением его пропорции федерального финансирования автодорог. Федеральное законодательство требует от колледжей и университетов, получающих федеральную финансовую помощь, вводить правила о санкциях для студентов, нарушающих законодательство об употреблении алкоголя до достижения минимального возраста, и другие правовые нормы об алкоголе, а также отслеживать количество этих нарушений. Хроника высшего образования сообщила, что многие колледжи не выполняют данное законодательство и что федеральное правоприменение минимально.
Законодательство штата не запрещает употребления алкоголя лицами моложе 21 года на частной собственности, но многие муниципалитеты запрещают это делать в отсутствии родителей либо взрослых родственников. Государственным школам запрещается иметь правила поведения «24/7» о санкциях для учеников за потребление алкоголя вне школы. Лицам младше 21 года разрешается посещать заведения, имеющие лицензию на оборот алкоголя, и хотя законодательство штата не запрещает барам и ночным клубам проводить такие мероприятия, как «подростковые вечера» или «18—вечеринка, 21—алкоголь», некоторые муниципалитеты вводят на это ограничения. Лицу младше 21 года правомерно находиться на территории, где происходит употребление спиртного лицами младше 21 года, и в законодательстве Нью-Джерси нет закона, криминализующего недонесение об употреблении алкоголя.

### Юридическая ответственность
По законодательству штата употребление алкоголя до достижения минимального возраста — нарушение общественного порядка (мисдиминор), наказуемое лишением свободы на срок до 6 месяцев (редко), штрафом в размере 500—1000 долларов и обязательным лишением водительского удостоверения на срок до 6 месяцев. За использование поддельных документов, завышающих возраст до 21 года или выше, наказание то же самое. Лица, противоправно подавшие алкоголь лицу, не достигшему возраста в 21 год, вовлекшие его в употребление алкоголя, сознательно допустившие употребление этим лицом алкоголя на своей собственности либо принос алкоголя на территорию государственной школы, получают те же санкции, кроме временного лишения водительского удостоверения. Предприятие, имеющее лицензию на оборот алкоголя и подавшее его лицу младше 21 года, в том числе неумышленно, может быть оштрафовано либо его лицензия может быть приостановлена или конфискована.
Нарушение муниципального постановления об употреблении алкоголя до 21 года — административное правонарушение, наказуемое штрафом в 250 долларов при совершении в первый раз и 350 — за каждый последующий последующие разы. За это правонарушение лицо может быть временно лишено водительского удостоверения, но обычно это кончается штрафом без требования явки в суд. Существует обстоятельство, исключающее преступность употребления алкоголя лицами моложе 21 года — «защита доброго самаритянина»: если лицо младше 21 года, употребляющее алкоголь, вызовет медицинскую помощь другому такому же заболевшему лицу и будет сотрудничать с правоохранительными органами и вызванными медиками, оба лица освобождаются от уголовной ответственности. Нередко обвинение в нарушении законодательства штата о минимальном возрасте употребления алкоголя переквалифицируется в обвинение в нарушении муниципального постановления о том же, чтобы обвиняемый не получал судимости и не лишался водительского удостоверения. Срок давности по делам о нарушении законодательства штата и муниципальных постановлений о минимальном возрасте употребления алкоголя — один год.

### История законодательства о минимальном возрасте употребления алкоголя
Первый закон о минимальном возрасте покупки алкоголя в Нью-Джерси был принят в 1846 году. Он разрешил родителям учеников и студентов младше 21 года получать через суд компенсацию в размере до 10 (260 современных) долларов от трактирщиков и лавочников, продавших алкоголь их ребёнку. В 1880 году был принят уголовный закон, по которому предприятия, продававшие спиртное лицам до 18 лет вопреки запрету их родителей, несли наказание в виде штрафа. В 1888 году в закон была внесена поправка, отменившая положение о согласии родителей и полностью криминализовавшая продажу алкоголя трактирами и ликёро-водочными магазинами спиртного лицам до 18 лет. В 1908 году уголовное наказание для трактирщиков было ужесточено до тюремного заключения. После начала Сухого закона правовые нормы Нью-Джерси о продаже алкоголя лицам младше 21 года были отменены, поскольку восемнадцатая поправка к Конституции США запретила почти все продажи алкоголя.
После отмены Сухого закона и принятия Закона о регулировании алкогольных напитков (англ. Alcoholic Beverage Control Law), органы регулирования приняли нормы, запретившие барам и ресторанам продавать спиртное лицам до 21 года, что тогда было возрастом совершеннолетия. В 1939 году уголовный закон запретил продажу алкоголя лицам до 21 года и для лиц 21 года, а также покупку или употребление алкоголя этими лицами в заведении, имеющем лицензию на оборот спиртного. В 1957 году хранение алкоголя лицами младше 21 года в автомобилях и других общественных местах было криминализовано на уровне штата (возможно, в ответ на поездки молодых жителей в соседний штат Нью-Йорк, где минимальный возраст употребления алкоголя был равен 18 годам, и возвращение домой с купленным спиртным). На протяжении многих лет законы против употребления алкоголя лицами моложе минимального возраста не действовали на частных территориях, хотя взрослый, передавший этому лицу значительное количество спиртного, мог быть привлечен к юридической ответственности за содействие преступнику в возрасте ниже 21 года. Более того, задержания и уголовные преследования за употребления алкоголя до достижения минимального возраста в барах и прочих общественных местах до 1980-х годов производились очень редко.
В 1973 году минимальный возраст употребления алкоголя Нью-Джерси был понижен до 18 лет в рамках снижения возраста совершеннолетия штата с 21 до 18 лет. Основным стимулом к снижению возраста употребления алкоголя до 18 лет было дать ветеранам войны во Вьетнаме право покупать спиртное. Возможно, из-за опасений о возможности 18-летних учеников средней школы покупать алкоголь, а затем противоправно употреблять его в школе в 1980 году минимальный возраст употребления алкоголя был повышен до 19 лет. Ссылаясь на статистические данные, показывавшие рост смертности водителей младше 21 года, в 1982-4 году законодатели вернули минимальный возраст употребления спиртного обратно на уровень 21 года. Одновременно к наказаниям за употребление алкоголя до достижения минимального возраста было добавлено временно лишение водительского удостоверения. В 1985 году взрослым в штате было запрещено давать алкоголь лицам младше 21 года, за исключением религиозных служб, а также подачи спиртного родителями опекунами (попечителями) и близкими родственниками не моложе 21 года либо иными лицами у них дома в присутствии и с разрешения вышеуказанных родственников.
Ранее в нескольких муниципалитетах были постановления, запрещающие употребление алкоголя до достижения минимального возраста на частной территории, но в 1998 году групповой иск против города Авалон признал эти постановления недействительными. В 2000 году законодательное собрание Нью-Джерси приняло закон, криминализовавший употребление алкоголя лицами младше 21 года на частных территориях. Тогдашний губернатор Нью-Джерси Кристина Уитман наложила на законопроект карманное вето в связи с опасениями о неприкосновенности частной жизни: 

«В то время как я полностью поддерживаю цель законопроекта, я обеспокоена тем, что его запреты могут быть истолкованы для применения к ситуациям, в которых лицо младше 21 года употребляет даже небольшое количество алкоголя под бдительным оком взрослого члена семьи».
Оригинальный текст (англ.)"While I completely support the intent of the bill, I am concerned that the bill's prohibitions could be construed to apply to situations in which an underage person consumes even a small amount of alcohol under the watchful eye of an adult family member."

 В том же году Уитман подписала пересмотренную версию законопроекта, разрешившую муниципалитетам принимать постановления о запрете употребления алкоголя лицами, не достигшими минимального возраста, на частных территориях. Кроме предоставления муниципалитетам выбора о принятии такой нормы, исправленная версия законопроекта предусматривала значительно более мягкие наказания для лиц, нарушавших вышеуказанный запрет; также новый закон делал исключения для употребления алкоголя, переданного любым родственником, а не только родителем или опекуном.

## Вождение в состоянии опьянения

### Законодательство о вождении в состоянии опьянения
См. также Вождение в состоянии опьянения в США
Как и во всех остальных штатах США, в Нью-Джерси предельно допустимая весовая концентрация алкоголя в крови при управлении транспортными средствами установлена на уровне 0,08 %. Водители в Нью-Джерси также могут получить обвинение в вождении в состоянии алкогольного опьянения при концентрации ниже 0,08 %, но в этой ситуации действует презумпция трезвости. Законодательство штата запрещает водителям младше 21 года ездить при 0,01 % или выше, запрещает управление грузовым и общественным транспортом с концентрацией 0,04 % и более и обязывает водителей проходить тест дыхания по требованию сотрудника полиции. В Нью-Джерси для получения обвинения в нетрезвом вождении водитель должен управлять или пытаться управлять моторизованным транспортным средством; таким образом, действия наподобие сна за рулем в состоянии опьянения или езды на велосипеде закона не нарушают.
По закону водители не обязаны проходить нетехнические тесты на трезвость, хотя результаты могут служить доказательствами в суде. Устройство «Alcotest» заменило «Breathalyzer» в качестве стандартного устройства определения концентрации алкоголя в крови. При аресте водителя за пьяное вождение полицейским запрещено применять силу для проведения теста дыхания, крови или мочи, но они должны предупредить водителя о правовых последствиях отказа от прохождения теста дыхания. В 2010 году Верховный суд Нью-Джерси отменил осуждение не говорящего по-английски водителя за отказ пройти тест дыхания, постановив, что водителям следует предоставлять сведения о законе на языке, который они понимают. Водителя могут обвинить в пьяном вождении или отказе в прохождении теста дыхания в течение 90 дней с момента инцидента, кроме случаев причинения смерти или тяжкого вреда здоровью, в которых срок давности равен 5 годам.
Нью-Джерси — один из двух единственных штатов (вместе с Висконсином), которые классифицируют вождение в нетрезвом виде как нарушение правил дорожного движения, а не преступление, кроме случаев причинения смерти или тяжкого вреда здоровью. Поскольку в Нью-Джерси это деяние не является преступлением, у обвиняемых в нём не берут отпечатки пальцев, они не имеют право на рассмотрение дела судом присяжных; задержания и осуждения, связанные с нетрезвым вождением, не заносятся в базу данных Национального центра информации о преступности ФБР и не могут быть удалены из государственных архивов. Предусмотренные законом обстоятельства, исключающие преступность деяния (например, принуждение, провоцирование со стороны сотрудника полиции) не применимы к делам о вождении в нетрезвом виде, и в решении по делу «Штат против Хеммонда» (англ. State v. Hammond) верховный суд Нью-Джерси оставил в силе судимость лица, управлявшего автомобилем после употребления напитка, в который в тайне от него подлили алкоголь. Обстоятельства, исключающие преступность деяния, предусмотренные общим правом, применимы к делам о пьяном вождении, и апелляционная палата Высшего суда Нью-Джерси отменила обвинительный приговор водителю, который управлял автомобилем в пьяном виде, чтобы спастись от нападавших, сославшись на доктрину крайней необходимости.

### Юридическая ответственность за вождение в состоянии опьянения

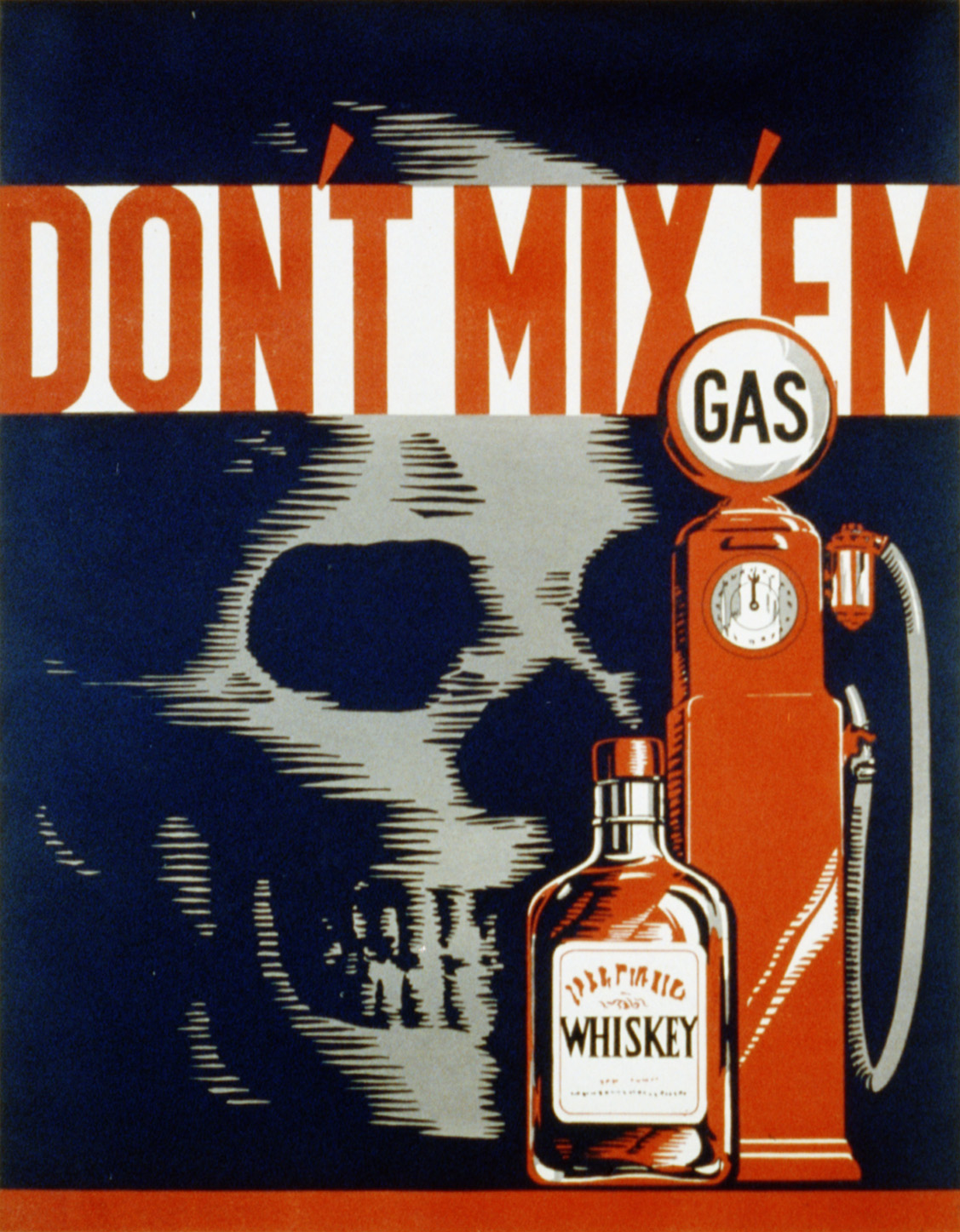
Плакат 1937 года, предупреждающий об опасности вождения в пьяном виде. Первый закон против пьяной езды в Нью-Джерси был принят в 1909 году.

Юридическая ответственность за нетрезвое вождение зависит от степени опьянения и числа имеющихся у обвиняемого судимостей. Вождение в состоянии опьянения с концентрацией алкоголя менее чем в 0,10 % влечёт за собой штраф от 250 до 400 долларов, дополнительную плату за страхование автомобиля в течение 3 лет по 1000 долларов в год, 12 часов алкогольного образования, временное лишение водительского удостоверения на 3 месяца и арест на срок до 30 дней (последнее применяется редко). При концентрации алкоголя 0,10 % или выше рамки штрафа повышаются до 300—500 долларов, а пределы срока временного лишения водительского удостоверения — до 7-12 месяцев. При концентрации алкоголя от 0,15 % водитель будет обязан установить в своем автомобиле устройство блокировки зажигания на срок от 6 до 12 месяцев после восстановления своего водительского удостоверения. В праве Нью-Джерси отсутствует институт административного лишения водительского удостоверения, таким образом, водитель, подозреваемый в нетрезвом вождении, не лишается своего удостоверения до получения обвинительного приговора.
Водитель моложе 21 года, осуждённый за вождение в состоянии опьянения с концентрацией алкоголя от 0,01, но менее 0,08 %, будет временно лишён своего удостоверения на срок от 1 до 3 месяцев, обязан выполнить 15-30 часов общественных работ и принять участие в программе алкогольного образования. Ответственность за отказ пройти тест на дыхание такая же, как и за вождение в пьяном виде с концентрацией алкоголя свыше 0,15 %. Владелец коммерческого водительского удостоверения подлежит его лишению на год за нетрезвое вождение в первый раз и пожизненному лишению за управление общественным либо грузовым автомобилем с уровнем алкоголя в крови от 0,04 %, управление легковым автомобилем с уровнем алкоголя от 0,08 % или отказ пройти тест дыхания. Более жёсткие санкции могут быть применены к водителю, управлявшему автомобилем в нетрезвом виде в радиусе 1000 футов от школы либо при наличии в салоне несовершеннолетнего пассажира. Аварии с участием пьяных водителей, повлекшие за собой смерть или тяжкий вред здоровью, считаются преступлениями.
Законодательство штата запрещает соглашение о признании вины по делам о нетрезвом вождении, если прокурор не считает доказательства недостаточными для подтверждения вины; осуждённым за вождение во состоянии опьянения водительские удостоверения для работы не выдаются. Поскольку в Нью-Джерси это деяние не является преступлением, обвиняемые не подлежат досудебному сотрудничеству и других программам упрощённого рассмотрения дела. Наличие у обвиняемого судимости за пьяное вождение в Нью-Джерси или другом штате не может использоваться для лишения его права на такие программы по иным делам, и лица, обвиняемые в преступлениях, являющихся последствиями вождения в состоянии опьянения (к примеру, дела о причинении тяжкого вреда здоровью или уклонения от ареста) имеют право на досудебное сотрудничество. Водители, осуждённые за нетрезвое вождение, не имеют право на возмещение ущерба, причинённого им другими участниками ДТП, но могут подать в суд на предприятие или лицо, подавшее им спиртные напитки.
Второе осуждение за вождение в пьяном виде в течение 10 лет (независимо от концентрации алкоголя в крови) влечёт за собой штраф от 500 до 1000 долларов, от 2 до 90 дней лишения свободы, лишение водительского удостоверения на 2 года, дополнительную плату за страхование автомобиля в течение 3 лет по 1000 долларов в год и установку устройства блокировки зажигания на срок от 1 до 3 лет после восстановления водительского удостоверения. Лицо, имеющее 3 или более судимости, две последние из которых произошли в период менее чем 10 лет, подвергается штрафу в 1000 долларов, 6 месяцам лишения свободы, лишению водительского удостоверения на 10 лет, дополнительной плате за страхование автомобиля в течение 3 лет по 1500 долларов в год и установке устройства блокировки зажигания на срок от 1 до 3 лет после восстановления водительского удостоверения. Приговоры к лишению свободы водителям, осуждённым за пьяное вождение, обычно отбываются в форме программ расконвоирования на время работы (например, проведение выходных в тюрьме).

### История законодательства Нью-Джерси о вождении в состоянии опьянения
Первый закон Нью-Джерси о вождении в состоянии опьянения был принят в 1909 году; он квалифицировал это деяние как нарушение общественного порядка (мисдиминор). В 1921 году вождение в состоянии опьянения было переквалифицировано в нарушение правил дорожного движения с лишением водительского удостоверения на год в первый раз, а за повторное совершение данного деяния — на 5 лет. В 1926 году наказание было усилено до лишения водительского удостоверения на 2 года и пожизненное его лишение с 3 месяцами лишения свободы за повторные нарушения. В 1951 году, в связи с опасениями о необходимых для подтверждения опьянения доказательствах законодательное собрание Нью-Джерси внесло поправки в закон о вождении в пьяном виде, согласно которым однозначно пьяным считался водитель с содержанием алкоголя в крови не менее 0,15 %.
В связи с новыми идеями о лечении алкоголизма пожизненное лишение водительского удостоверения было снижено до 10-летнего в 1952 году. Предъявление обвинений в пьяном вождении оставалось трудным в случаях отказа водителей дышать в алкотестер, поэтому в 1966 году законодательное собрание штата санкционировало временное лишение водительского удостоверения за отказ пройти тест дыхания. В 1977 году ПДК алкоголя была снижена до 0,10 %, но в законе была закреплена разница между вторым и третьим нарушениями, причём за первое и второе санкции стали мягче.
В 1983 году в штате было введено правило о презумпции противоправности, согласно которому водитель, концентрация алкоголя в крови которого превышала предельно допустимую, считался пьяным во всех случаях. Девять лет спустя для водителей младше 21 года было введено ограничение в 0,01 %, а в 2003 году ограничение в 0,10 % было снижено до 0,08 % для соответствия требованию федерального финансирования автодорог.

## Иные связанные с алкоголем вопросы

### Законодательство об открытой таре и употреблении алкоголя в общественных местах

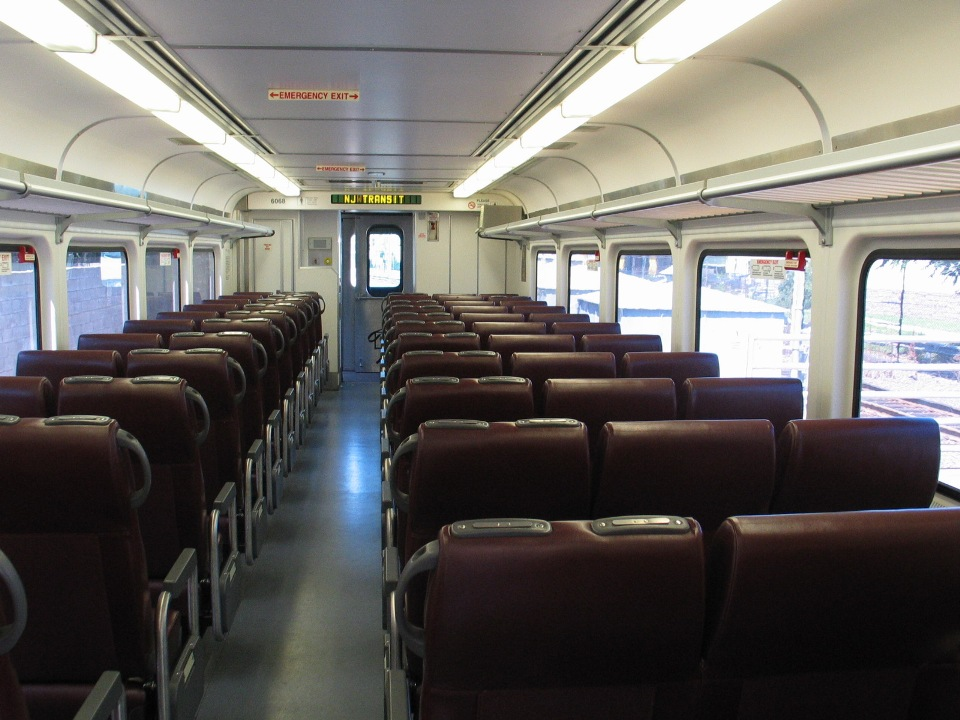
В поездах и автобусах New Jersey Transit употребление алкогольных напитков законно

В Нью-Джерси противоправно наличие открытой тары с алкоголем в пассажирском салоне личного автомобиля, но открытые бутылки спиртного можно перевозить в багажнике, также разрешено распитие в автобусах, поездах, такси, лимузинах и кораблях. Хранение открытой тары с алкоголем в автомобиле карается штрафом в 200 долларов в первый раз, а повторное совершение данного деяния влечет за собой штраф в 250 долларов либо 10 дней общественных работ. Транспортная комиссия Нью-Джерси не начисляет штрафных баллов за хранение спиртного в открытой таре, но некоторые компании автострахования назначают дополнительную плату. Правовая норма Нью-Джерси об открытых контейнерах в автомобилях соответствует федеральному «Закону об использовании транспортных средств для 21 века» (сокр. англ. TEA-21), принятому в 1998 году и предусматривающему снижение автодорожного финансирования штатов, не запрещающих хранение открытой тары в пассажирских салонах автомобилей.
В лесах и парках штата запрещается хранение и употребление алкогольных напитков, за исключением предварительно одобренных мероприятий. Законодательство штата не запрещает употребление алкоголя в иных общественных местах, но в большинстве муниципалитетов действуют нормы об открытой таре с алкоголем, запрещающие или ограничивающие распитие спиртного на публике. Штраф за хранение алкоголя в парке штата равен 71 доллару, в то время как муниципальные штрафы за нарушение норм о публичном употреблении алкоголя могут достигать 2000, хотя они, как правило, значительно ниже. Согласно Закону Нью-Джерси о лечении и реабилитации больных алкоголизмом (англ. Alcoholism Treatment and Rehabilitation Act; сокр. ATRA), пребывание в состоянии опьянения в общественном месте без сопутствующего хулиганства не является преступлением, и муниципальным властям запрещено принимать постановления против опьянения в общественных местах. Законодательство Нью-Джерси предусматривает право полицейских, нашедших пьяных людей в общественных местах, доставить их домой либо в медицинское учреждение.

### Ограничения на покупку и домашнее производство алкоголя
См. также Запрет алкогольных напитков с кофеином
В отличие от многих других штатов, в Нью-Джерси нет ограничений на виды или количество алкогольных напитков, которые может купить лицо в возрасте 21 год или старше. Продажа хлебного спирта, энергетических напитков с алкоголем и кофеином и абсента правомерны, и законодательство штата не содержит ограничений на содержание спирта в вине и пиве. Законодательство Нью-Джерси не требует регистрации кегов, и нормы Отдела регулирования алкогольных напитков штата запрещают принятие муниципальных постановлений об этом. Жители штата могут ввозить любой объём алкоголя для личного пользования, но для ввоза более чем 3 галлонов пива, 1 галлона вина или 0,5 галлона другого спиртного в течение суток требуется разрешение стоимостью в 50 долларов. Любой гражданин не младше 21 года имеет право производить до 200 галлонов пива или вина в год. Разрешения на домашнее пивоварение или виноделие не требуется, но оно должно происходить в частном доме или на не принадлежащей коммерческой организации территории, и любое произведённое этим способом вино и пиво не может быть продано. Хранение незарегистрированного дистиллятора или перегонка любого объёма крепкого спиртного — преступление.

### Ответственность заведений и организаторов общественных мероприятий
Бары и рестораны несут строгую ответственность за поведение своих клиентов: их лицензии на оборот алкоголя могут быть приостановлены или отозваны в случае противоправной деятельности (например, драка или публичное мочеиспускание) их пьяных клиентов. Законодательство Нью-Джерси предусматривает ответственность заведений как за поведение своих клиентов, так и за продажу спиртного лицам моложе 21 года, если первые или вторые причинят третьим лицам смерть или вред здоровью в связанном с алкоголем дорожно-транспортном происшествии или другом инциденте. В целях смягчения вышеуказанной ответственности Отдел регулирования алкогольных напитков Нью-Джерси предоставляет предприятиям, имеющим лицензию на оборот алкоголя, право удалить любого клиента по любой причине, но предостерегает предприятия от нарушения законодательства о гражданских правах.
Несмотря на то, что суды Нью-Джерси допускают судебные процессы на основании указанных в предыдущем абзаце правовых норм, они обычно дают присяжным указание принимать во внимание небрежность клиента заведения, нарушившего закон в состоянии опьянения согласно доктрине относительной небрежности. Предприятия, имеющие лицензию на оборот алкоголя и организаторы общественных мероприятий могут нести ответственность за вождение в нетрезвом виде, побои, смерти, и иной вред здоровью и имуществу третьих лиц, причинённый посетителями, но они не отвечают ни за непредсказуемое поведение клиентов (например, падение с дерева), ни в том случае, если они подали лицу только еду или безалкогольные напитки пьяному посетителю. Вышеуказанные судебные процессы могут содержать и фактические и штрафные убытки. Срок давности для таких дел равен 2 годам, но он может быть увеличен в случае, если возраст потерпевшего ниже 21 года.
Организаторы общественных мероприятий имеют бо́льшую защиту от ответственности, чем лицензированные предприятия — частное лицо несёт ответственность за действия гостей старше 21 года, как правило, только в случаях, когда содержание алкоголя в их крови выше 0,15 % и в деле фигурирует вред здоровью, причинённый в результате нетрезвого вождения. В случае совершеннолетия гостя организатор общественного мероприятия не несёт ответственность за нанесённые им другим лицам побои, причинённые им смерти и другой вред здоровью, не связанный с пьяным вождением. Несмотря на то, что в большинстве связанных с алкоголем дел фигурируют лица, которым причинили вред пьяные водители, в Нью-Джерси были случаи, когда сами пьяные водители выигрывали дела против заведений, подавших им алкоголь. Недавно в решении по делу «Voss v. Tranquillino» суды Нью-Джерси постановили, что водитель, уличённый в нетрезвом вождении, может подать в суд на бар или ресторан согласно Закону о питейных заведениях (англ. Dram Shop Act) и выиграть в рамках следующей правовой теории:

«Лицо, потерпевшее вред своему здоровью либо имуществу в результате халатной продажи алкогольных напитков предприятием, имеющим на лицензию на торговлю спиртным, может получить от него компенсацию, если предприятие допустило халатность (то есть продало алкоголь лицу, ясно находившемуся в состоянии алкогольного опьянения), непосредственной причиной вреда здоровью была халатная продажа спиртных напитков и вред здоровью являлся предсказуемым последствием халатной продажи».
Оригинальный текст (англ.)"[a] person who sustains personal injury or property damage as a result of the negligent service of alcoholic beverages by a licensed alcoholic beverage server may recover damages from a licensed alcoholic beverage server if the server was negligent (i.e. served a visibly intoxicated person), the injury was proximately caused by the negligent service of alcoholic beverages, and the injury was a foreseeable consequence of the negligent service."

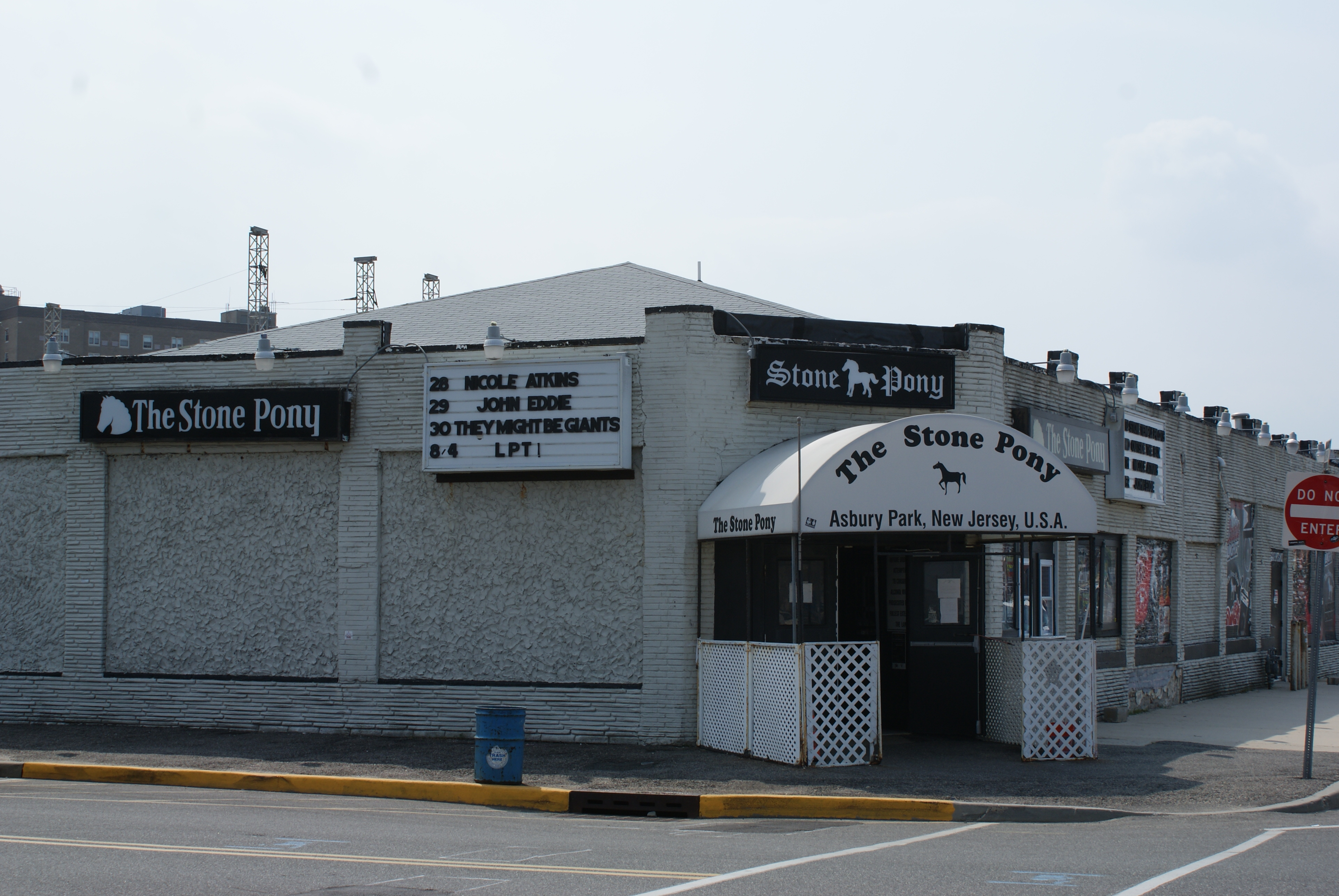
Ночной клуб «Stone Pony» в городе Эшбери-Парк в 1991 году заявил о несостоятельности из-за ряда исков о нетрезвом вождении клиентов.

В 1959 году Верховный суд Нью-Джерси принял иск против нескольких закусочных, продавших спиртное лицу моложе 21 года, что повлекло за собой автокатастрофу, один из участников которой скончался. Суд заявил, что его решение было основано на том, что действия закусочных были сами по себе противоправны согласно нормам о регулировании алкоголя, утверждая следующее:

«Мы убеждены, что удовлетворение требований истца представит более честную меру справедливости невиновным третьим лицам, вред здоровью которых был причинён незаконной и халатной продажей спиртных напитков лицам, не достигшим возраста употребления алкоголя или уже находящимся в состоянни алкогольного опьянения».
Оригинальный текст (англ.)"We are convinced that recognition of the plaintiff's claim will afford a fairer measure of justice to innocent third parties whose injuries are brought about by the unlawful and negligent sale of alcoholic beverages to minors and intoxicated persons". New Jersey courts have expanded the dram shop doctrine to include social hosts who serve alcoholic beverages to guests, and automobile owners who allow drunk drivers to operate their cars.

В 1987 году в связи с жалобами владельцев баров о невозможности получить страхование ответственности законодательное собрание штата приняло закон, ограничивший ответственность предприятий, имеющих лицензии на розничную продажу спиртного, случаями, в которых продавец реально мог знать, что посетитель был младше 21 года или уже был пьяным, и предсказуемыми типами увечий. Этот закон также установил нормы об относительной небрежности в вышеуказанных случаях, если денежные компенсации заведения за убытки могут быть снижены при наличии иных лиц, которые проявили халатность (например, посетитель или другие бары). Другой закон, принятый в 1987 году, значительно ограничил ответственность организаторов общественных мероприятий за поведение взрослых гостей.

### Нормы уголовного, медицинского и трудового права
См. также статьи Алкогольное опьянение как обстоятельство, исключающее преступность деяния, в общем праве, Алкоголизм
Уголовный кодекс Нью-Джерси запрещает использовать добровольное алкогольное опьянение непосредственно как обстоятельство, исключающее преступность деяния, однако, если в состав преступления входит умысел, факт опьянения обвиняемого может означать отсутствие субъективной стороны преступления, что помешает признанию его виновным. Например, лицо, обвиняемое в причинении смерти другому лицу во время пьяной драки, может не являться виновным в убийстве, так как законодательство Нью-Джерси определяет убийство как умышленное или сознательное «причинение смерти либо причинение тяжкого вреда здоровью, повлекшее смерть потерпевшего». В этом случае обвиняемого в убийстве могут признать виновным в причинении смерти по неосторожности, что подразумевает лишь неосторожное поведение, в том числе и в пьяном виде.
Ненамеренное и патологическое опьянения являются позитивными обстоятельствами, исключающими преступность любых нарушений уголовного законодательства Нью-Джерси, но они не исключают противоправность нарушений правовых актов исполнительной власти и правил дорожного движения, считающихся правонарушениями объективного вменения (например, нарушения норм экологического права, вождение в нетрезвом виде). Опьянение считается ненамеренным в случаях, когда обвиняемый неосознанно употреблял алкоголь (например, третье лицо тайно разбавило его напиток). Патологическим же опьянение считается, когда лицо по медицинским причинам имело ненормально увеличенную чувствительность к алкоголю. Чтобы использовать данные обстоятельства для освобождения от уголовной ответственности, обвиняемый должен показать, что «во время своего поведения он не знал характера и качества производимого им действия, или (если он это знал) не знал, что этого делать не следует»(англ. "at the time of his conduct did not know the nature and quality of the act he was doing, or if he did know it, that he did not know what he was doing was wrong."). Договоры с пьяными гражданами могут быть аннулированы судом, если «ответчик был настолько опьянённым», что «не мог осознать и оценить характер и последствия своих действий».
В 1976 году законодательное собрание Нью-Джерси приняло Закон о лечении и реабилитации алкоголиков (англ. Alcoholism Treatment and Rehabilitation Act, сокр. ATRA), в котором было объявлено, что государственная политика штата заключается в том, что «алкоголиков и пьяных граждан нельзя подвергать уголовному преследованию за употребление ими спиртных напитков, но лучше предоставлять им курс лечения с тем, чтобы они смогли вести нормальную жизнь как производительные члены общества» (англ. "alcoholics and intoxicated persons may not be subjected to criminal prosecution because of their consumption of alcoholic beverages, but rather should be afforded a continuum of treatment in order that they may lead normal lives as productive members of society."). После введения в действие Закона общая политика штата состоит в отношении к алкоголизму как к болезни. Согласно Закону пьяный гражданин, арестованный за преступление, не подлежащее преследованию по обвинительному акту, может быть доставлен в медицинское учреждение вместо тюрьмы и будет освобождён, как только протрезвеет или максимум через 48 часов.
Подобным образом, лицо, обвиняемое в преступлении, не подлежащем преследованию по обвинительному акту, включая обвиняемых в ювенальном суде, может потребовать лечение от алкоголизма вместо уголовного преследования. Если врач подтвердит, что обвиняемый — алкоголик, суд может назначить стационарное лечение сроком до 30 дней, амбулаторное лечение сроком до 60 дней, или и то и другое. Если гражданин успешно пройдёт программу лечения, уголовные обвинения будут сняты. Лицо с алкогольной зависимостью, получившее обвинение в преступлении, подлежащем уголовному преследованию, может подать заявку на «особый испытательный срок» (англ. special probation) (также называемый «суд по делам наркоманов»). Обвиняемые в тяжких преступлениях с применением насилия (например, убийство, похищение человека) не имеют право на особый испытательный срок, но граждане, обвиняемые в правонарушениях с обязательностью приговора или имеющие большое число судимостей за ненасильственные преступления, не лишены вышеуказанного права. Получив особый испытательный срок, осуждённый будет подлежать от 18 месяцев до 5 лет строгого испытательного срока и лечения по месту жительства как альтернативы лишению свободы.
Работодатель, уволивший сотрудника в связи с алкоголизмом последнего, нарушает законодательство штата о борьбе с дискриминацией, если не сможет доказать, что его болезнь влияет на производительность работы или создаёт значительную угрозу безопасности. Ни одна больница общего типа не может отказать пациенту в отрезвлении или лечении от алкоголизма и все личные и групповые планы страхования здоровья, регулируемые штатом Нью-Джерси, должны предлагать стационарное и амбулаторное лечение от алкоголизма. Согласно федеральному законодательству все групповые планы страхования здоровья для закрытых акционерных компаний с численностью сотрудников более 50 должны охватывать алкоголизм так же, как и другие болезни.

## Территории вне юрисдикции штата

### Казино
В 1976 году избиратели Атлантик-Сити поддержали разрешение казино на городском референдуме. Из-за опасений о связях организованной преступности с азартными играми законодательное собрание штата ввело строгие нормы, в которые входили лицензирование всех сотрудников и подрядчиков казино и разделение полномочий между Отделом правопорядка в игорном деле (сокр. ОПИД; англ. Division of Gaming Enforcement, сокр. англ. DGE) и комиссию Нью-Джерси по регулированию казино (сокр. англ. CCC). Отдел правопорядка в игорном деле является подразделением Департамента правопорядка и общественной безопасности Нью-Джерси и отвечает за рассмотрение заявок на лицензии казино, наблюдение за действиями казино и применением законов и правовых актов исполнительной власти Нью-Джерси согласно 5 статье 12 раздела Устава Нью-Джерси и 13 статье раздела 69I Административного кодекса Нью-Джерси. Комиссия по регулированию казино — регулирующее ведомство казначейства Нью-Джерси, имеющее как квазизаконодательные, так и квазисудебные полномочия и отвечает за нормотворчество в сфере казино, заслушивание апелляций на наложенные ОПИД наказания и принятие решений по лицензированию казино. В свете этого регулирования и уникальности азартных игр в казино 12 этих учреждений Нью-Джерси находятся вне полномочий Отдела регулирования алкогольных напитков и Бюро Атлантик-Сити по регулированию алкогольных напитков.
Каждое казино, а также каждый торговец, подающий, реализующий или хранящий спиртные напитки для казино, обязаны получить лицензию на оборот алкоголя для казино и гостиниц (англ. a casino hotel alcoholic beverage; сокр. англ. CHAB) от Отдела правопорядка в игорном деле. Эти лицензии действуют в течение 5 лет с неограниченным числом продлений. Правовые акты исполнительной власти Нью-Джерси, регулирующие казино, подразделяют деятельность данных предприятий на 5 сфер деятельности:
а) территория казино (включая оборудование многоканальной трансляции);
б) гостиница (включая рестораны и конференц-залы);
в) фасованные товары;
г) подача еды и напитков в номера;
д) хранилища.
Алкоголь, продаваемый или выдаваемый бесплатно на территории казино и гостиницы должен быть в открытой таре, предназначенной для немедленного употребления, тогда как алкоголь, продаваемый в месте торговли фасованными товарами, должен быть закупорен. Спиртные напитки, приносимые постояльцам в рамках обслуживания в номерах, может быть и открыт, и закупорен, в то время как хранилища должны быть закрыты от публики.
Хотя казино находятся вне юрисдикции Отдела регулирования алкогольных напитков, многие нормы для казино и торговцев, работающих в казино, похожи на нормы для держателей лицензий на розничную торговлю алкоголем (Класс C). Как правило, казино могут покупать спиртные напитки только у лицензированных оптовых торговцев алкоголем (то есть лицензиатов класса B). На территории казино может находиться пивной бар, но производство ограничено 3000 бочек пива в год и пиво можно распространять только в открытой таре в казино и в гостиничных частях казино. Казино могут получать разрешения на проведение дегустаций и дегустационных ужинов. Некоммерческие организации могут получить разрешение на проведение в казино светского раута, где они берут плату за спиртное. Организации ограничены 12 разрешениями на светский раут в год, а одно казино может провести лишь 25 таких раутов в год.
Казино не имеют права подавать алкоголь лицам младше 21 года или уже опьяненным, несут объективную ответственность за поведение клиентов и подлежат искам за увечия, нанесённые клиентами третьим лицам в результате халатной подачи алкоголя первым. Казино разрешено бесплатно раздавать подарочные напитки и многие так делают для вознаграждения и поощрения азартных игр. Казино не имеет права продавать неограниченное количество алкоголя по фиксированной цене (кроме кануна Нового Года), а также требовать от посетителей покупать спиртное для получение доступа к какой-либо услуге или на какое-либо мероприятие. В 1983 году из-за затруднений с предотвращением употребления в казино алкоголя лицами младше 21 года минимальный возраст участия в азартных играх в казино был повышен до 21 года. В решении по делу «Hakimoglu v. Trump Taj Mahal Associates» федеральный апелляционный суд постановил, что казино не несут юридическую ответственность за проигрыши и долги пьяных игроков, но неясно, применимо ли данное решение к пьяным игрокам в возрасте менее 21 года.
Ночным клубам в казино запрещено показывать обнажённую натуру, поскольку там подаются алкогольные напитки. В 2011 году казино «Тадж-Махал» получило разрешение на открытие стриптиз-клуба, в котором работали полураздетые танцовщицы. Казино Нью-Джерси первоначально имели время закрытия подобно большинству предприятий, имеющих лицензию на оборот алкоголя, но с 1992 года им стало разрешено оставаться открытыми круглые сутки всю неделю. Лицам младше 21 года разрешено посещать казино, не играя, не употребляя алкогольные напитки в публичных местах казино и не оставаясь в игровом зале. Поскольку в Атлантик-Сити действуют муниципальные постановления, запрещающие употребление алкоголя до достижения 21 года на частных территориях, лицам младше 21 года запрещено употреблять алкоголя в номерах гостиниц при казино в отсутствие членов семьи.

### Федеральные территории

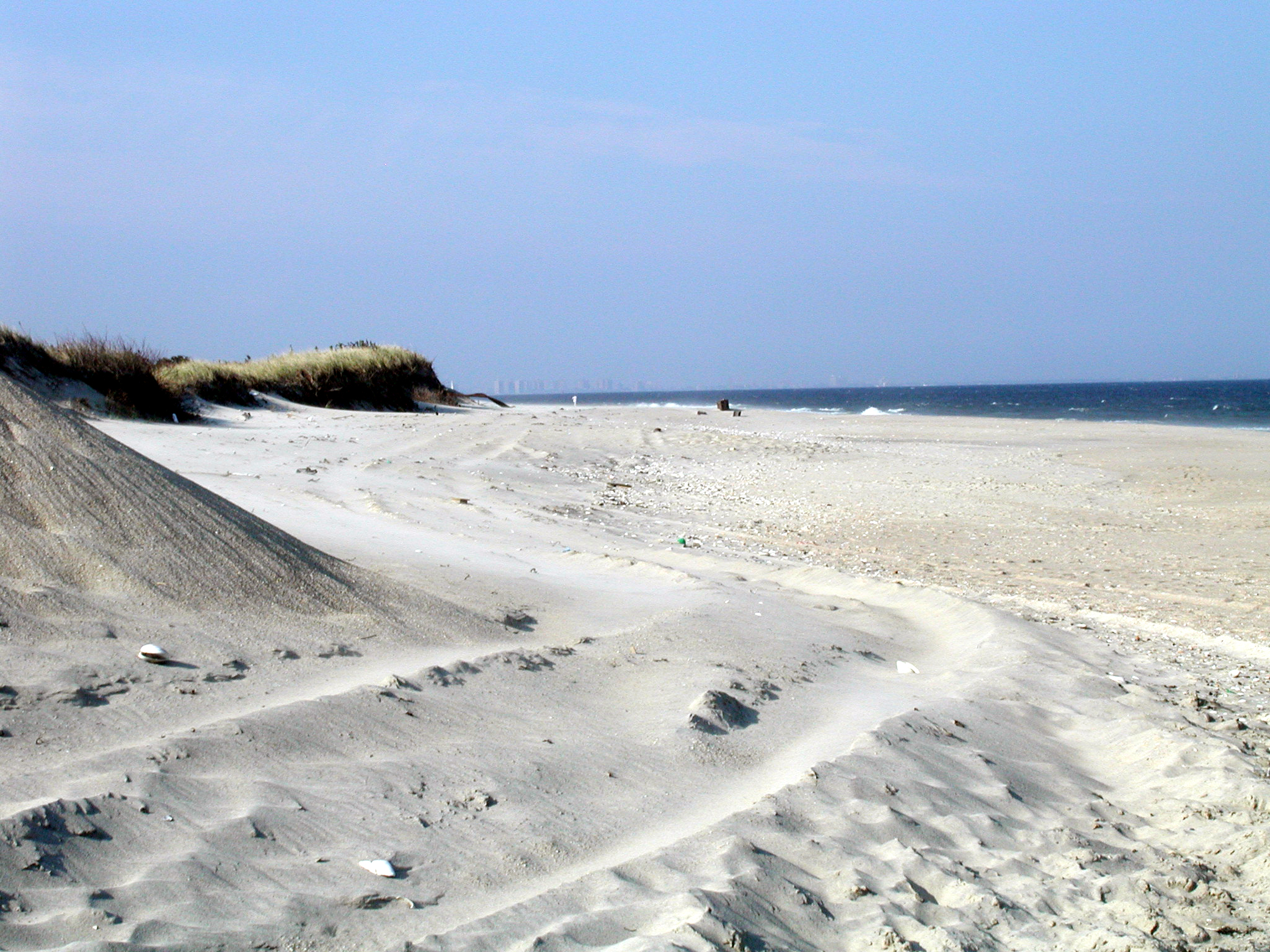
Санди Хук — один из немногих городов Нью-Джерси, для употребления алкоголя на пляжах которых разрешения не требуется.

Действие законов штата и муниципальных постановлений об алкоголе на федеральных территориях — сложный и частично неразрешённый правовой вопрос, ответ на который зависит от того, является ли федеральная собственность федеральным анклавом, какие права оставил за собой штат при передаче собственности федеральному правительству и нормы какой отрасли права следует применять — уголовного или гражданского. Если федеральная собственность не является анклавом, федеральное правительство имеет совпадающую (разделённую со штатом) либо собственническую (собственную) юрисдикцию, и штат имеет право применять своё алкогольное законодательство.
Если федеральная собственность является анклавом, федеральное правительство имеет исключительную юрисдикцию, кроме случаев, когда штат оставил за собой свои права, передавая территория федеральному правительству. Закон о преступлениях двойного уровня (англ. Assimilative Crimes Act) криминализовал нарушение законодательства штата лицами, находящимися в федеральном анклаве данного штата. Закон о преступлениях двойного уровня применим только к уголовному праву (но не к правовым актам исполнительной власти) и не действует в случаях, когда деяние уже запрещено федеральным законом. Согласно федеральному праву военные объекты обязаны принимать правила дорожного движения штата, но начальникам базы разрешено вводить дополнительные правила для военнослужащих.
В Нью-Джерси такие старые федеральные территории министерств обороны и внутренних дел, как Форт-Дикс и районы Санди-Хук — федеральные анклавы, но большая часть остальных федеральных территорий анклавами не являются. Поскольку Нью-Джерси, как правило, не оставлял за собой никаких полномочий правового регулирования федеральных анклавов, на их территории не могут применяться нормы лицензирования штата и взиматься алкогольные налоги штата. В штате нет всеобщего правила о продаже спиртных напитков на федеральных территориях, но почти все военные базы и некоторые национальных парков разрешают алкогольные концессии как для употребления алкоголя на базах, так и вне баз.
В отличие от штата, агентства федерального правительства, разрешающие продажу алкоголя, не имеют ни системы лицензий на оборот алкоголя, ни бюро регулирования алкогольных напитков, а вместо этого просто заключают контракты с предприятиями согласно федеральными нормам госзаказа. В Нью-Джерси муниципальные постановления не считаются уголовными преступлениями, поэтому согласно Закону о преступлениях двойного уровня правовые нормы об открытой таре в федеральных анклавах применяться не могут. В анклавах разрешено употребление спиртного в общественных местах, кроме автомобилей или парков, смотрители которых запретили открытую тару с алкоголем. Например, на пляжах Санди-Хук употребление алкогольных напитков законно.
Так как в Нью-Джерси вождение в нетрезвом виде является не уголовным нарушением правил дорожного движения, соответствующие правовые нормы штата не подчиняются федеральному закону о преступлениях двойного уровня. Военнослужащие могут подвергнуться военно-судебному преследованию за нетрезвое вождение; военные базы могут применять правила дорожного движения к гражданам; согласно федеральному законодательству движение на автомобиле в пьяном виде на территории, управляемой Службой национальных парков, Министерством по делам ветеранов либо Почтовой службой США является мисдиминором. Подобно законодательству Нью-Джерси федеральное законодательство запрещает управление моторизованным транспортным средством при содержании алкоголя в крови 0,08 % или выше и обязывает водителей проходить тест дыхания по требованию полицейского.
Федеральное законодательство о пьяном вождении отличается от законодательства Нью-Джерси отсутствием обязательного низшего предела срока лишения свободы независимо от числа предыдущих судимостей за то же деяние и допустимостью соглашений о признании вины. Федеральная судимость за нетрезвое вождение аннулированию не подлежит. Федеральный суд не может временно лишить водителя его удостоверения, но может уведомить транспортную комиссию Нью-Джерси о судимости водителя за вождение в состоянии опьянения. Неясно, возможно ли судебное преследование по факту пьяного вождения в федеральных анклавах, контролируемых иными федеральными ведомствами, чем перечисленные в предыдущем абзаце (например, Службы охраны рыбных ресурсов и диких животных), поскольку Закон о преступлениях двойного уровня здесь не действует, а федерального закона, регулирующего указанное деяние на этой территории, не существует.
Согласно федеральному законодательству, минимальный возраст употребления алкоголя военнослужащими таков, как в штате или государстве расположения военной базы либо в штате или государстве в 50 милях от базы. Эта норма практически запрещает употребление спиртного лицами моложе 21 года. Вне зависимости от правовых норм штата об употреблении алкоголя до достижения 21 года, армия, флот, авиация и береговая охрана запрещают употребление алкоголя личным составом младше 21 года и дислоцируемым в США. Морским пехотинцам младше 21 года разрешено употреблять спиртные напитки на базах в США в особых случаях.
Федеральное законодательство гласит, что национальные парки должны иметь те же нормы о распитии спиртного лицами младше 21 года, что и штаты, в котором они находятся; Закон о преступлениях двойного уровня действует и в отношении законов Нью-Джерси об употреблении алкоголя до достижения минимального возраста. Таким образом, при нахождении на частной территории (к примеру, будка в федеральном анклаве Нью-Джерси) родитель может подавать алкоголь ребёнку, и лицо младше 21 года может хранить и употреблять спиртное. Кроме этих случаев, употребление алкоголя лицами моложе 21 года и подача его им являются федеральными мисдиминорами, наказываемыми штрафом и лишение свободы на срок до 6 месяцев. Срок давности по делам о вождении в нетрезвом виде, употреблении алкоголя лицами младше 21 года и иными нарушениями алкогольного законодательства на территории федеральных анклавов равен 5 годам.